# インド

インド共和国
भारत गणराज्य （ヒンディー語）
Republic of India （英語）

国の標語：सत्यमेव  जयते
ラテン文字転写: "satyameva jayate"
（サンスクリット: まさに真理は自ずと勝利する）
国歌：जन गण मन（ヒンディー語）
ジャナ・ガナ・マナ

薄緑色は領有権をめぐり紛争中の地域。

インド（ヒンディー語: भारत、英語: India） またはインド共和国（インドきょうわこく、ヒンディー語: भारत गणराज्य、英語: Republic of India） は、南アジアに位置し、インド亜大陸の大半を領してインド洋に面する連邦共和制国家。首都はデリー（ニューデリー）、最大都市はムンバイ。
西から時計回りにパキスタン、中華人民共和国、ネパール、ブータン、ミャンマー、バングラデシュと国境を接する。海を挟んでインド本土がスリランカやモルディブと、インド洋東部のアンダマン・ニコバル諸島がインドネシアやタイ南部、マレーシアに近接している。
インド本土はインド洋のうち西のアラビア海と東のベンガル湾という2つの海湾に挟まれて、北東部をガンジス川が流れている。
1947年に大英帝国から独立。世界第一位の人口を持つ。国花は蓮、国樹は印度菩提樹、国獣はベンガルトラ、国鳥はインドクジャク、国の遺産動物はインドゾウである。

## 概要
インドは南アジア随一の面積（世界では7位）と世界第1位の人口を持つ国である。14億人を超える国民は、多様な民族、言語、宗教によって構成されている。国際連合（UN）の予測では、総人口は2023年に中華人民共和国を抜いて世界最大になっており、2060年代には約17億人のピークを迎えると考えられている。また人口密度も世界上位であり、日本より高く中国の3倍である。
南にはインド洋があり、南西のアラビア海と南東のベンガル湾に挟まれている。西はパキスタン、北東は中国とネパールとブータン、東はバングラデシュとミャンマーと地境になっている。インド洋ではスリランカとモルディブが近くにあり、アンダマン・ニコバル諸島ではタイとインドネシアとの間に海上の国境がある。
インド亜大陸の歴史は紀元前3千年紀のインダス文明に遡る。その時代において数々の最古の聖典はヒンドゥー教としてまとまっていった。紀元前1千年には、カーストに基づく身分制度が現れ、仏教とジャイナ教が起こった。
初期の統一国家はマウリヤ朝とグプタ朝において成立したが、その後は諸王朝が南アジアにおいて影響を持った。中世ではユダヤ教、ゾロアスター教、キリスト教、イスラム教が伝わり、シク教が成立した。北の大部分はデリー・スルターン朝に、南の大部分はヴィジャヤナガル王国に支配された。17世紀のムガル帝国において経済は拡大していった。18世紀の半ば、インドはイギリス東インド会社の支配下に置かれ、19世紀半ばにはイギリス領インド帝国となった。19世紀末に独立運動が起こり、マハトマ・ガンディーの非暴力抵抗や第二次世界大戦などのあと、1947年に独立した。
2022年、インドの経済は国内総生産（GDP）で比較すると名目では世界第5位であり、購買力平価（PPP）では世界第3位である。1991年に市場を基盤とした経済改革を行って以降、急速な経済成長を果たしている。インドはBRICSや上海協力機構、G20の加盟国である。しかし、貧困や汚職、栄養不足、不十分な医療といった問題に今もなお直面している。労働力人口の3分の2が農業に従事する一方、製造業とサービス業が急速に成長している。国民の識字率は74.04%である。
ヒンドゥー教徒が最も多く、ムスリム（イスラム教徒）、シーク教徒がこれに次ぐ。カースト制度による差別はインド憲法で禁止されているが、現在も農村部では影響は残っている。アジア開発銀行はインドの中間層（1人1日消費額：2ドル - 20ドル〈2005年PPPベース〉）が2011年から15年間で人口の7割に達するとしている。また、アジア開発銀行と定義は異なるが、中間層（年間世帯所得5000ドル以上3万5000ドル未満）は2000年の約22%から、2017年に約50%まで上昇している。
連邦公用語はヒンディー語だが、他にインド憲法で公認されている言語が21あり、主な言語だけで15を超えるため、インド・ルピーの紙幣には17の言語が印刷されている。人口規模で言えば世界最大の議会制民主主義国家であり、有権者数は2023年時点で約9億7000万人である。
州政府が一定の独立性を持っているため、各州に中央政府とは別に政府があり大臣がいる。核保有国そして地域大国であり、2016年以降はモンゴルの人口に匹敵する程の世界で最も人数が多い軍隊（303万1000人〈2017年〉） を保有し、軍事支出は、2018年では、665億ドルで、GDP比で約2.4%支出しており、世界で4番目であった。

## 名称
インド憲法によれば正式名称はヒンディー語のभारत（ラテン文字転写: Bhārat, バーラト）であり、英語による国名は India （インディア）である。政体名を付け加えたヒンディー語の भारत गणराज्य（ラテン文字転写: Bhārat Gaṇarājya、バーラト・ガナラージヤ）、英語の Republic of India を正式名称とする資料もあるが、実際には憲法その他の法的根拠に基づくものではない。
バーラト（サンスクリットではバーラタ）の名は古代インドの叙事詩『マハーバーラタ』にも登場するバラタ族に由来する。
英語（ラテン語を借用）の India は、インダス川を意味する Indus（サンスクリットの Sindhu に対応する古代ペルシア語の Hindušを古代ギリシア語経由で借用）に由来し、もとはインダス川とそれ以東の全ての土地を指した。古くは非常に曖昧に用いられ、アフリカ大陸東海岸をも India と呼ぶことがあった。
「India」は外来語であり、国際的に使用されるのは植民地時代の名残と捉えるナショナリストは、「Bharat」が正式名であるべきだと考える。2023年のG20サミットでは、インド政府が名札に「Bharat」を使用し、物議を醸した。2025年日本国際博覧会においても、インド・パビリオンの前の看板には「バーラト」とのみ表記されていた。
イラン語派の言語ではインドのことを、やはりインダス川に由来する Hinduka の名で呼び、古い中国ではこれを身毒（『史記』）または天竺（『後漢書』）のような漢字で音訳した。ただし水谷真成はこれらをサンスクリットの Sindhu の音訳とする。初めて印度の字をあてたのは玄奘三蔵であり、玄奘はこの語をサンスクリット indu （月）に由来するとしている。唐代以降の中国では印度の呼称が一般的になったが、日本では古代から明治にいたるまで天竺と呼ばれた。明治期以後、日本では印度をカタカナ書きした「インド」が使われるようになった。

## 国旗
1931年にインド国民議会が定めた3色旗を基にしたデザイン。トップのサフラン（オレンジ）色はヒンドゥー教を、または勇気と犠牲を意味する。緑色はイスラム教を、白は平和と真理を意味し両宗教の和合を表している。近年では宗派を連想させることを避けるため、それぞれ勇気、豊穣、平和という意味が付与された。中央には、アショカ王の記念塔になぞらえたチャクラ（法輪）がデザインされている。なお法輪の中の24本の線は1日24時間を意味する。チャクラは、仏教のシンボルであるため、上記2宗教と合わせて、世界四大宗教のうち3つが象徴されている。

## 歴史

### ヴェーダ時代からラージプート時代まで

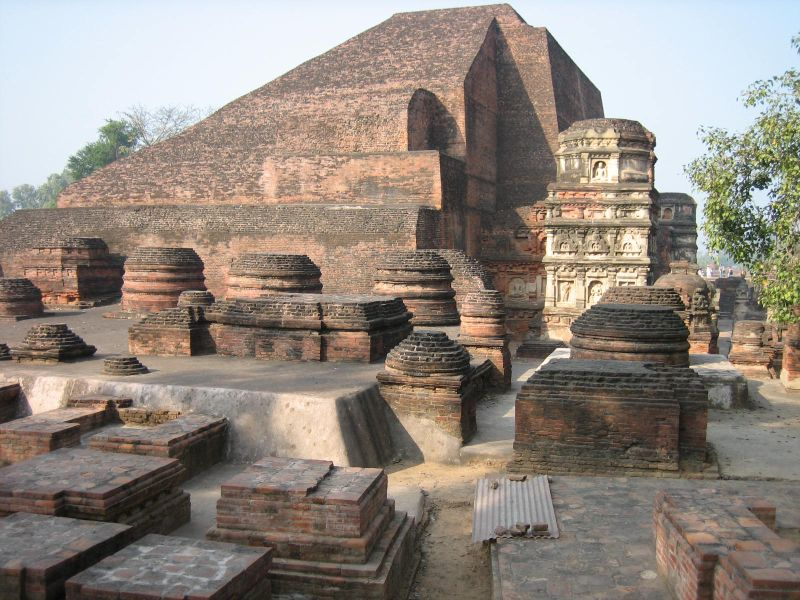
ナーランダ僧院跡（ナーランダ大学）

紀元前2600年ごろから前1800年ごろまでの間にインダス川流域にインダス文明が栄えた。前1500年ごろにインド・アーリア人（トリツ族、バラタ族、プール族など）がパンジャーブ地方に移住。のちにガンジス川流域の先住民ドラヴィダ人を支配して定住生活に入った。
インド・アーリア人は、司祭階級（バラモン）を頂点とした身分制度社会（カースト制度）に基づく社会を形成し、それが今日に至るまでのインド社会を規定している。インド・アーリア人の中でも特にバラタ族の名称「バーラタ（भारत）」は、インドの正式名称（ヒンディー語: भारत गणराज्य, バーラト共和国）に使われており、インドは「バラタ族の国」を正統とする歴史観を表明している。
前6世紀には十六大国が栄えたが、紀元前521年ごろに始まったアケメネス朝のダレイオス1世によるインド遠征で敗れ、パンジャブ、シンド、ガンダーラを失った。前5世紀に釈迦が仏教を説いた。紀元前330年ごろ、アレクサンドロス3世の東方遠征では、インド北西部のパンジャーブで行われたヒュダスペス河畔の戦いでポロス率いるパウラヴァ族が敗北したものの、アレクサンドロス軍の損害も大きく、マケドニア王国は撤退していった。撤退の際も当時の現地の住民であるマッロイ人の征服が行われた（マッロイ戦役）。紀元前317年、チャンドラグプタによってパータリプトラ（サンスクリット: पाटलिपुत्रः、現・パトナ）を都とする最初の統一国家であるマウリヤ朝マガダ国が成立し、紀元前305年ごろにディアドコイ戦争中のセレウコス朝のセレウコス1世からインダス川流域やバクトリア南部の領土を取り戻した。紀元前265年ごろ、カリンガ戦争でカリンガ国（現・オリッサ州）を併合。このころ、初期仏教の根本分裂が起こった。紀元前232年ごろ、マウリヤ朝3代目のアショーカ王が死去するとマウリヤ朝は分裂し、北インドは混乱期に入った。
ギリシア系エジプト人商人が著した『エリュトゥラー海案内記』によれば、1世紀にはデカン高原にサータヴァーハナ朝がローマ帝国との季節風交易で繁栄した（海のシルクロード）。3世紀後半にタミル系のパッラヴァ朝、4世紀にデカン高原でカダンバ朝が興り、インドネシアのクタイ王国やタルマヌガラ王国に影響を及ぼした。
これらの古代王朝の後、5世紀に、グプタ朝が北インドを統一した。サンスクリット文学が盛んになる一方、アジャンター石窟やエローラ石窟群などの優れた仏教美術が生み出された。5世紀から始まったエフタルのインド北西部への侵入は、ミヒラクラの治世に最高潮に達した。仏教弾圧でグプタ朝は衰退し、550年ごろに滅亡した。7世紀前半ごろ、中国の唐から玄奘三蔵がヴァルダナ朝および前期チャールキヤ朝を訪れ、ナーランダ僧院で学び、657部の仏典を故国へ持ち帰った。7世紀後半にヴァルダナ朝が滅ぶと、8世紀後半からはデカンのラージプート王朝のラーシュトラクータ朝、北西インドのプラティーハーラ朝とベンガル・ビハール地方のパーラ朝が分立した。パーラ朝が仏教を保護してパハルプールの仏教寺院（現在はバングラデシュ領内）が建設され、東南アジア各地のパガン仏教寺院、アンコール仏教寺院、ボロブドゥール仏教寺院の建設に影響を与えた。日本でも同時期に東大寺が建立された。
10世紀からラージプート王朝のチャンデーラ朝がカジュラーホーを建設した。

### 北インドのイスラム化と南インドのヒンドゥー王朝
11世紀初めより、ガズナ朝、ゴール朝などのイスラム諸王朝が北インドを支配するようになった。一方、南インドでは、10世紀後半ごろからタミル系のチョーラ朝が貿易で繁栄した。11世紀には中国（当時は北宋）との海洋貿易の制海権を確保する目的で東南アジアのシュリーヴィジャヤ王国に2度の遠征を敢行し、衰退させた。
13世紀にゴール朝で内紛が続き、アイバクがデリー・スルターン朝（奴隷王朝）を興してデリーに都を置き、北インドを支配した。バルバンの治世から、中央アジアを制覇したモンゴル帝国の圧力が始まった。
14世紀初頭にデリー・スルターン朝（ハルジー朝）がデカン、南インド遠征を行い、一時は全インドを統一するほどの勢いを誇った。アラー・ウッディーン・ハルジーの治世にはモンゴル帝国系のチャガタイ・ハン国が度々侵攻してきた。デリー・スルターン朝（トゥグルク朝）は、内紛と1398年のティムールによるインド北部侵攻で衰退し、独立したヴィジャヤナガル王国やバフマニー朝（その後にムスリム5王国に分裂した）へと覇権が移った。

### ヴィジャヤナガル王国
14世紀前半から17世紀半にかけてデリー・スルターン朝から独立したヴィジャヤナガル王国が南インドで栄え、16世紀前半クリシュナ・デーヴァ・ラーヤ王の統治の下、王国は最盛期を迎えた。しかし、1565年にターリコータの戦いでデカン・スルターン朝に負け、ヴィジャヤナガル朝は衰退していき、王国最後の名君ヴェンカタ2世（位1586 - 1614年）の奮闘も空しく、その没後に王国は滅亡した。デカン・スルターン朝もその後はお互いに争うようになり、ムガル帝国がムスリム5王国全域を支配した。

### ムガル帝国

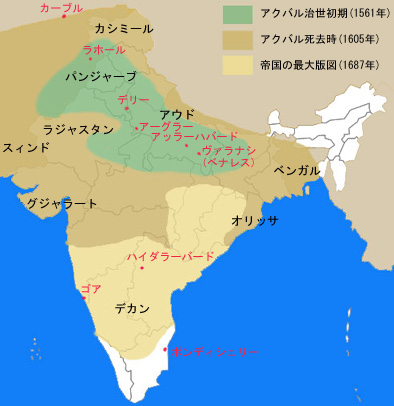
ムガル帝国の版図の変遷

16世紀、ティムール帝国の末裔であったバーブルが北インドへ南下し、1526年にデリー・スルターン朝（ローディー朝）を倒して ムガル帝国を立てた。ムガルはモンゴルを意味する。ムガル帝国は、インドにおける最後にして最大のイスラム帝国であった。第3代皇帝のアクバルは、インドの諸地方の統合と諸民族・諸宗教との融和を図るとともに統治機構の整備に努めた。しかし、第6代皇帝のアウラングゼーブは、従来の宗教的寛容策を改めて厳格なイスラム教スンナ派のイスラム法（シャーリア）に基づく統治を行ったために各地で反乱が勃発した。彼は反乱を起こしたシーク教徒や、ヒンドゥー教のラージプート族（マールワール王国、メーワール王国）や、シヴァージー率いる新興のマラーター王国（のちにマラーター同盟の中心となる）を討伐し、ムスリム5王国の残る2王国すなわちビジャープル王国（1686年滅亡）とゴールコンダ王国（1687年滅亡）を滅ぼして帝国の最大版図を築いた。このころ、ダイヤモンド生産がピークを迎えた。インド産は18世紀前半まで世界シェアを維持した。
アウラングゼーブの死後、無理な膨張政策と異教・異文化に対する強硬策の反動で、諸勢力の分裂と帝国の急速な衰退を招くことになった。

### インドの植民地化

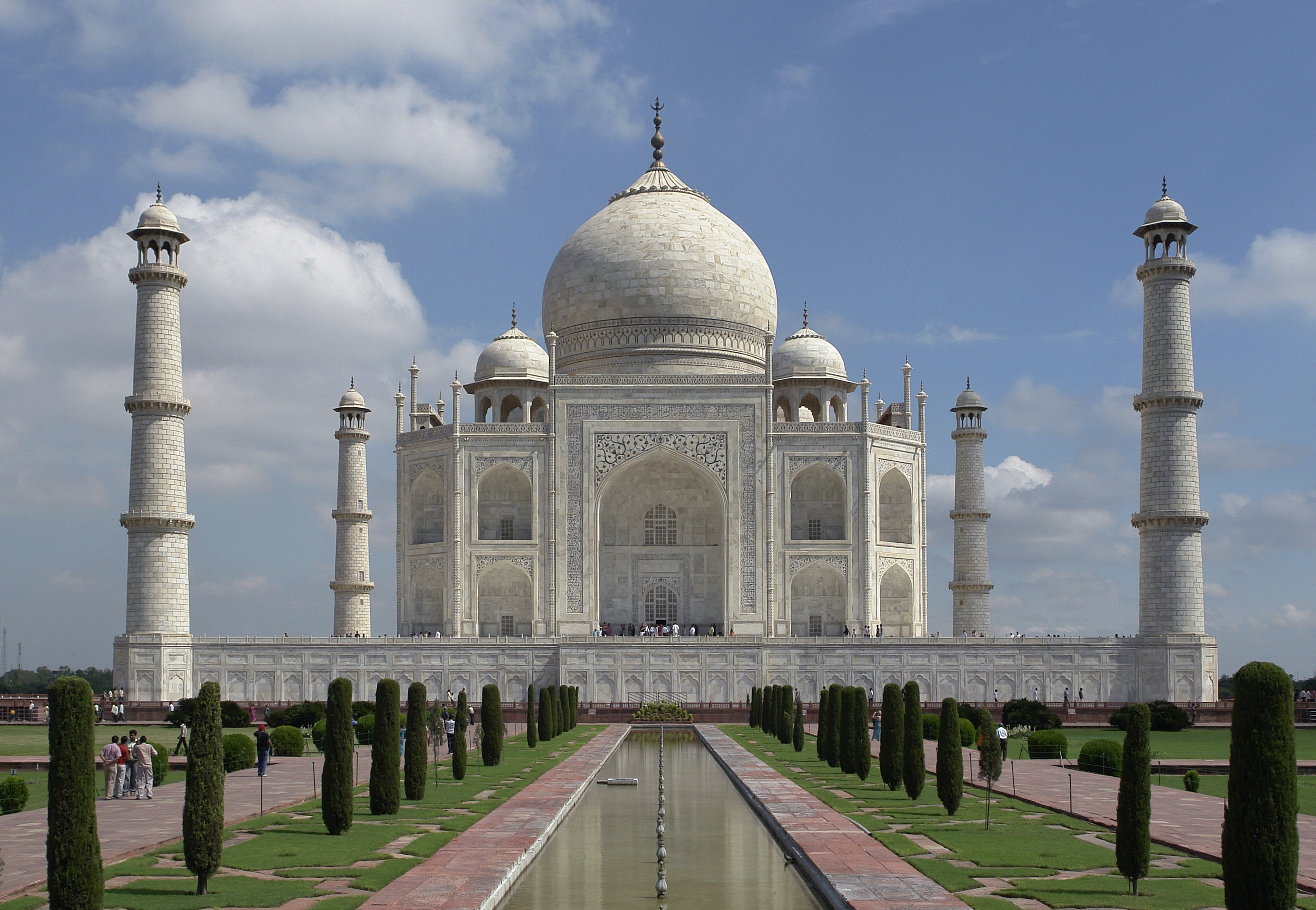
タージ・マハル

ヨーロッパ諸国が大航海時代に入り、1498年にヴァスコ・ダ・ガマがカリカット（コーリコード）へ来訪し、1509年にディーウ沖海戦でオスマン帝国からディーウを奪取した。1511年にマラッカ王国を占領してポルトガル領マラッカを要塞化することによって、ポルトガルはインド洋の制海権を得た。このことを契機に、ポルトガル海上帝国は沿岸部ゴアに拠点を置くポルトガル領インド（1510年 - 1961年）を築いた。
1620年、デンマーク東インド会社がトランケバルにデンマーク領インド（1620年 - 1869年）を獲得。1623年のオランダ領東インド（現・インドネシア）で起きたアンボイナ事件でイギリスはオランダに敗れ、東南アジアでの貿易拠点と制海権を失い、アジアで他の貿易先を探っていた。そのような状況で、ムガル帝国が没落してイギリス東インド会社とフランス東インド会社が南インドの東海岸に進出することになり、貿易拠点ポンディシェリをめぐるカーナティック戦争が勃発した。1757年6月のプラッシーの戦いでムガル帝国とフランス東インド会社の連合軍が敗れた。同年8月にはマラーター同盟がデリーを占領し、インド北西部侵攻（1757年 - 1758年）でインド全域を占領する勢いを見せた。1760年のヴァンデヴァッシュの戦いでフランス東インド会社がイギリス東インド会社に敗れた。
一方、翌1761年に第三次パーニーパットの戦いでマラーター同盟は、ドゥッラーニー朝アフガニスタンに敗北していた。1764年のブクサールの戦いでムガル帝国に勝利したイギリス東インド会社は、1765年にアラーハーバード条約を締結し、ベンガル地方のディーワーニー（行政徴税権、Diwani Rights）を獲得したことを皮切りに、イギリス東インド会社主導の植民地化を推進した。イギリス東インド会社は一連のインドを蚕食する戦争（マイソール戦争、マラーター戦争、シク戦争）を開始し、実質的にインドはイギリス東インド会社の植民地となった。インドは1814年まで世界最大の綿製品供給国で、毎年120万ピースがイギリスへ輸出されていた。これに対して、1814年のイギリスからインドへの綿製品輸出は80万ピースであった。そこで産業革命中のイギリスは関税を吊り上げてインド産製品を駆逐する一方、イギリス製品を無税でインドへ送った。1828年には、イギリスへ輸出されたインド綿布が42万ピースに激減する一方、インドへ輸出されたイギリス製綿布は430万ピースに達した。こうしてインドの伝統的な綿織物産業は壊滅した。

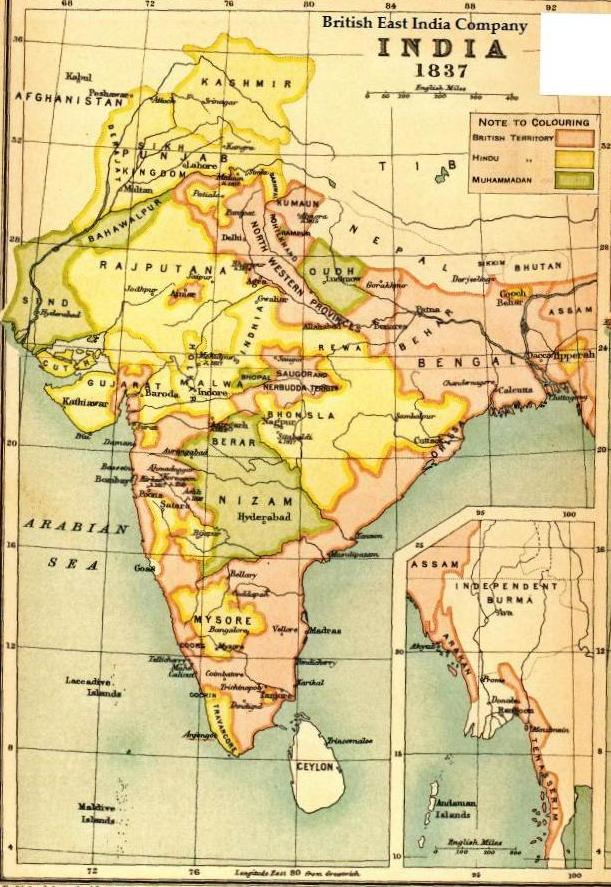
1837年のインド

1833年、ベンガル総督は、その職にあったウィリアム・キャヴェンディッシュ＝ベンティンクの下でインド総督に改称された。1835年からウィリアム・ヘンリー・スリーマンがカーリーを崇拝する殺人教団「サギー教」の掃討戦（1835年 - 1853年）を開始した。イギリスは近代的な地税制度を導入してインドの民衆を困窮させた。インドで栽培されたアヘンを中国へ輸出するためのアヘン戦争（1840年）が行われ、三角貿易体制が形成された。そしてこのころにタタ財閥やバンク・オブ・ウェスタン・インディアが誕生した。
インド大反乱（1857 - 1858年）をきっかけにして、イギリス政府は1858年インド統治法を成立させてインドの藩王国による間接統治体制に入り、バハードゥル・シャー2世をビルマに追放してムガル帝国を滅亡させた（1858年）。その後、旱魃によるオリッサ飢饉、ラージプーターナー飢饉、ビハール飢饉、大飢饉が続けて発生し、藩王国からイギリス直轄領に人々が移動したため支援に多額の費用を出費する事態になった。藩王国の統治能力を見限ったイギリス政府はインドの直接統治体制に切り替えることになり、1877年にイギリス領インド帝国が成立した。
1870年代から1890年代にかけて、4,000万人近いインド人が相次いで飢饉で命を落とした。歴史家のニール・ファーガソンによれば、「飢餓の窮状に対する無能、怠慢、無関心の明らかな証拠がある」というが、植民地行政はただ受動的であっただけで、直接的な責任はない。それどころか、ジャーナリストのヨハン・ハリ氏は、「イギリスは飢饉の間、何もしなかったどころか、事態を悪化させるために多くのことをした」と言う。当局は、インド国内で何百万人もの死者が出ていることを気にすることなく、大都会への輸出を奨励し続けたことだろう。歴史学者で政治活動家のマイク・デービスも、飢饉の時に「ロンドンがインドのパンを食べていた」という説を支持している。さらに、ロバート・リットン総督は、「不摂生」「労働能力なし」と言われることもある飢えた人々への援助を禁止した。被災していない地域の新聞は、飢饉のことをできるだけ報道しないようにと指示された。マイク・デイビスによれば、リットン卿は、「自由主義経済に固執することで、インドの人々を曖昧に助けている」という考えに導かれていたという。

### イギリス統治時代
イギリスはインド人知識人層を懐柔するため、1885年12月には諮問機関としてインド国民会議を設けた。1896年にボンベイ（現・ムンバイ）でペストの感染爆発が発生した際に強硬な住民疎開を実施したイギリスの伝染病対策官が翌年に暗殺された。このとき、関与を疑われたロークマンニャ・ティラクが逮捕され、出所後に「スワラージ」（ヒンディー語: स्वराज）を唱えた。1899年、屈辱的な金為替本位制が採用され、15インド・ルピーと1スターリング・ポンドが等価とされた。イギリスはインド統治に際して民族の分割統治を狙って1905年にベンガル分割令を発令したが、分割への憤りなどから却って反英機運が一層強まった。ただし、この頃の目標は、イギリス宗主権下の「自治」である。
イギリスはさらに独立運動の宗教的分断を図り1906年に親英的組織として全インド・ムスリム連盟を発足させたものの、1911年にはロークマンニャ・ティラクなどのインド国民会議の強硬な反対によってベンガル分割令の撤回を余儀なくされた。
1905年の日露戦争における日本の勝利などの影響を受けたこと、民族自決の理念が高まったことに影響され、ビルラ財閥などの民族資本家の形成に伴いインドの財閥が台頭し民族運動家を支援したことから、インドではさらに民族運動が高揚した。1914年に始まった第一次世界大戦ではインド帝国はイギリス帝国内の自治領の一つとして、英印軍が参戦した。挙国一致内閣のインド相は戦後のインド人による自治権を約束し、多くのインド人が戦った。
1916年にはムハンマド・アリー・ジンナーら若手が主導権を握った全インド・ムスリム連盟がインド国民会議との間にラクナウ協定を締結し、「全インド自治同盟」（Indian Home Rule Movement）が設立された。第一次世界大戦に連合国は勝利したものの、インド統治法によってインドに与えられた自治権はほとんど名ばかりのものであった。
インド政庁は1919年3月18日に反英分子の拘禁、秘密裁判を定めたローラット法を施行したが、独立運動は活発化。同年4月6日からマハトマ・ガンディーが主導していた非暴力独立運動（サティヤーグラハ）は、1919年4月13日のアムリットサル事件を契機に、それに抗議する形でそれまで知識人主導であったインドの民族運動を幅広く大衆運動にまで深化させた。さらに、ヒラーファト運動とも連動したことで、宗教の垣根を越えて非暴力・不服従運動は展開された。しかし、1923年になると暴力運動が発生したことによる運動中止とムスリムとの対立再燃によって、国民会議派主体の運動は停滞した。代わりに、全インド労働組合会議やインド共産党が活動するようになった。
1930年にはインド自治のあり方を検討するための英印円卓会議が開始された。また、世界恐慌の影響でインド経済も打撃を受ける中、「完全独立」を求めるジャワハルラール・ネルーが台頭してきた。また、再起したガンディーによる塩の行進が行われ、ガンディーの登場はイギリスのインド支配を今まで以上に動揺させた。1937年には地方選挙が実施され、国民議会が勝利した。
1939年に始まった第二次世界大戦においては、イギリスの参戦により自動的にインド帝国もまた再び連合国として参戦したが、国民会議派はこれに対して非協力的であった。太平洋戦争において日本の軍隊が、マレー半島や香港、シンガポールなどアジアにおいてイギリス軍を破り（南方作戦）、さらにインド洋でイギリス海軍に打撃を与え（インド洋作戦）インドに迫った。こうした中、国民会議派から決裂したスバス・チャンドラ・ボースが日本の援助でインド国民軍を結成するなど、枢軸国に協力して独立を目指す動きも存在した。国民会議の一部も断固として分離独理を求める「インドを立ち去れ運動」を展開していたが、ファシズムとの闘いを優先したいネルーと、反英闘争を優先したいガンディーの間に溝があった。それでも、1942年8月には戦争継続中に限るイギリス軍の駐留容認を条件に全面的な会の方針となり、運動が本格化した。なお、ガンディーは戦争初期の日本軍に勢いがあったときに、日本軍との連携も考えたが、日本がやっていることも結局は英国の植民地支配と変わらないと考えたことや、ネルー派の反対から具現化はしなかった。

### 独立

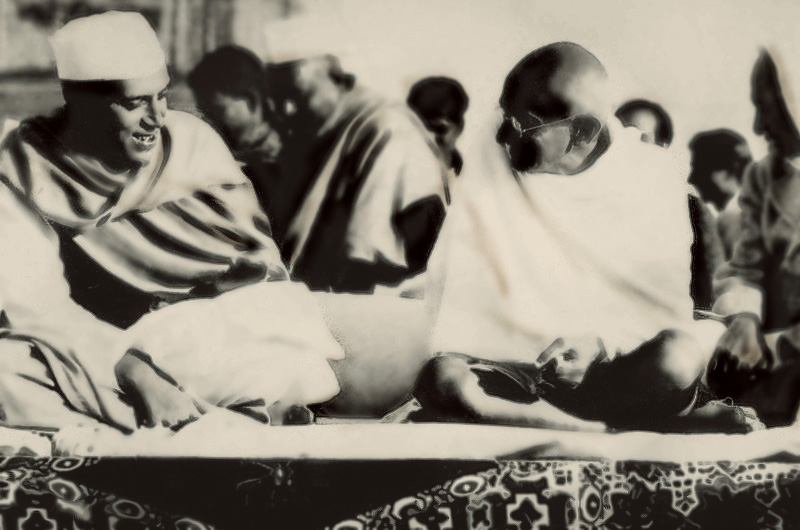
インド初代首相ジャワハルラール・ネルー(左)と、インド独立の父マハトマ・ガンディー(右)

1945年7月5日にイギリスで総選挙が行われアトリー内閣が誕生。その後、8月15日にイギリスを含む連合国に対し日本が降伏した。それに先立って、インパール作戦に失敗した日本軍はビルマ戦線でイギリスに押し返されていた。ボースは戦線に加わり、外から国民蜂起を狙ったが、ネルーはもし侵攻してきたら抵抗するつもりだと述べている。なお、ボースは、日本の敗北を受けて、ソ連と接触しようとする最中に事故死した。この「インパール戦争」（インド国民軍メンバーによる呼称）にてイギリスの排除を試みたインド国民軍の将兵3人が1945年11月、「国王に対する反逆罪」でレッド・フォートで裁判にかけられ、極刑にされることが決まった。この見せしめのような裁判はインドの民衆から大きな反発を呼び、各地で大暴動が勃発。結果的にこの反乱は、インド独立に向けての大衆運動の大きな引き金となった。また、1946年8月16日、ムハンマド・アリー・ジンナーが直接行動の日を定めると、カルカッタの虐殺が起こり、国内の宗教間対立も激化した。
第二次世界大戦の疲弊と脱植民地化の流れからイギリス本国が独立を容認したものの、インド内のヒンドゥー教徒とイスラム教徒の争いは収拾されず、1947年8月15日、前日に成立したイスラム国家のパキスタンとインド連邦は分離独立した。両国は、独立直後の10月にカシミール帰属問題から印パ戦争を起こし、それは三次まで続き、現在も解決がついておらず、互いに核開発を競うなど憎しみを深めている。
インドの初代首相（外相兼任）にはジャワハルラール・ネルーが、副首相兼内相にはヴァッラブバーイー・パテールが就任し、この新内閣が行政権を行使した。1946年12月から1950年まで憲法制定議会が立法権を行使し、それはインド憲法の施行後、総選挙で成立したインド連邦議会に継承された。司法権は新設置のインド最高裁判所に移行した。さらに憲法制定議会議長のR.プラサードが大統領に、不可触賎民出身で憲法起草委員長のB.R.アンベードカルが法務大臣に就任した。
1948年1月30日、マハトマ・ガンディーは、ムスリムに対するガンディーの「妥協的」な言動に敵意を抱いていた、かつてヒンドゥー教のマラータ同盟のあったマハーラーシュトラ州出身のヒンドゥー至上主義「民族義勇団」（RSS）活動家のナトラム・ゴドセによって、同じヒンドゥー教のマールワール商人ビルラの邸で射殺された。インドは同年9月13日、ポロ作戦でニザーム王国を併合した。

### 独立後
インドは政教分離の世俗主義という柱で国の統一を図ることになり、1949年11月26日にインド憲法が成立し、独立時の英連邦王国から1950年1月26日に共和制に移行した。
憲法施行後、1951年10月から翌年2月にかけて連邦と州の両議会議員の第一回総選挙が行われた。結果は会議派が勝利し、首相にネルーが就任した。ネルー政権下では民主主義が堅持される一方、幅広い支持基盤を獲得した与党・国民会議派が選挙で圧勝を続け、一党優位政党制となっていた。独立後、他の社会主義国ほど義務教育の完全普及や身分差別廃止の徹底はうまくいかなかった。1954年、フランス領インドが返還されてポンディシェリ連邦直轄領となった。1961年12月、インドのゴア軍事侵攻が起き、1961年12月19日にポルトガル領インドがインドに併合された。1962年に中印国境紛争が勃発し、アクサイチンを失った。

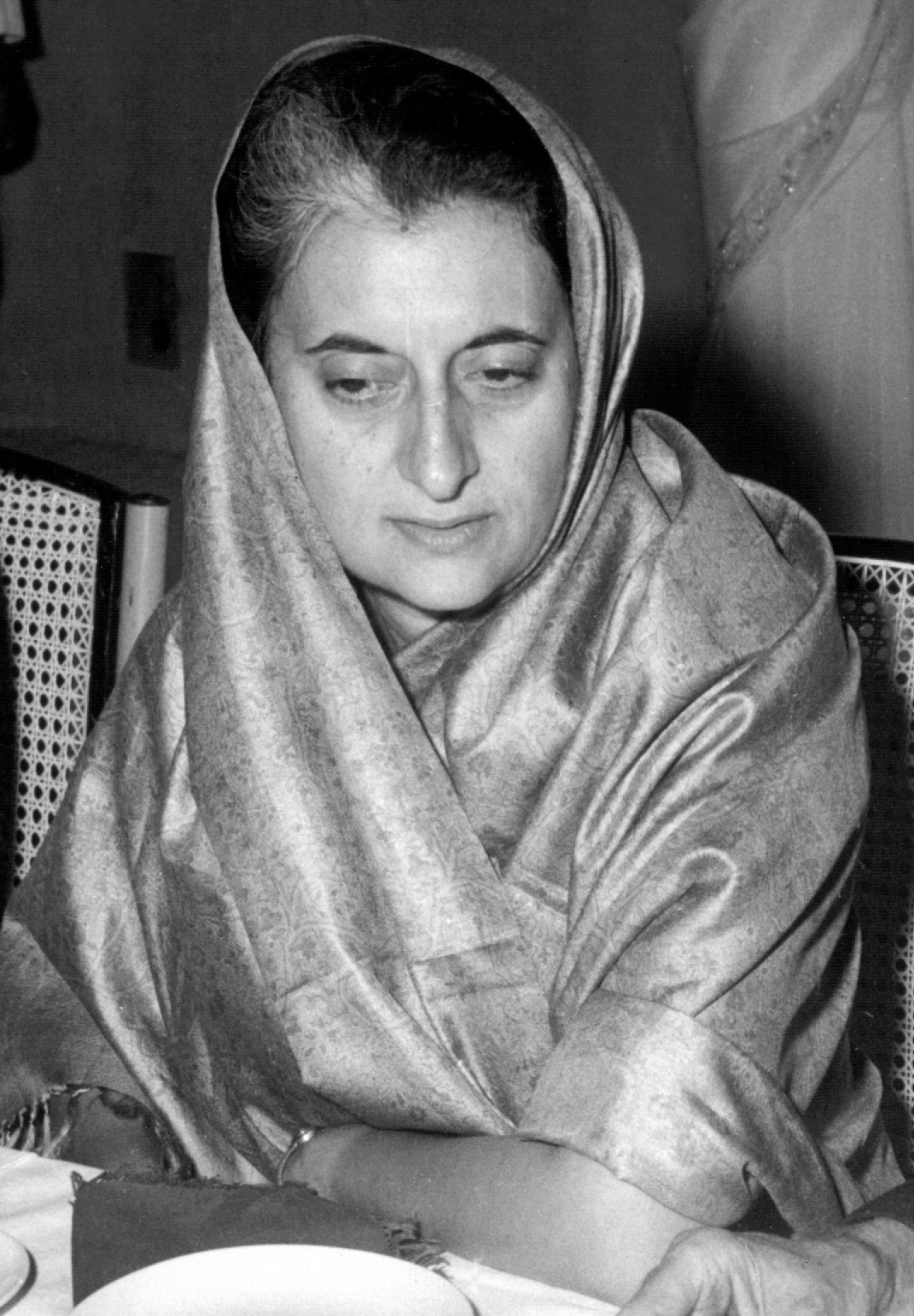
第5・8代首相インディラ・ガンディー

1964年にはネルーが死去し、その後継のラール・バハードゥル・シャーストリーも1966年に死去すると、同年から長期にわたってジャワハルラール・ネルーの娘、インディラ・ガンディーの国民会議派が政権を担った。
東西冷戦時代は、非同盟運動に重要な役割を果した国であったが、パキスタンとはカシミール問題と、3度の印パ戦争が勃発し、長く対立が続いた。特に第三次印パ戦争（1971年12月3日 - 12月16日）にはソ連とインドがともに東パキスタンを支援して軍事介入し、パキスタンを支援する中華人民共和国と対立した。インドとソ連の関係が親密化したことは、中ソ対立や米国ニクソン大統領の中国訪問（1972年2月）へも大きな影響を与えた。1972年7月、シムラー協定でバングラデシュ独立をパキスタンが承認した。
1974年5月18日、核実験（コードネーム「微笑むブッダ」）が成功し、世界で6番目の核兵器保有国となった。
1976年11月2日、憲法前文に「われわれインド国民は、インドを社会主義・世俗主義的民主主義 共和制の独立国家とし、すべての市民に保証することを厳かに決意する」と議会制民主主義国家であると同時に社会主義の理念が入った。インディラ・ガンディー政権は強権的な姿勢により支持を失い、1977年の選挙ではジャナタ党を中心とする野党連合に敗れて下野し、独立後初の政権交代が起こった。しかし成立したモラルジー・デーサーイー政権は内部分裂によって支持を失い、1980年の選挙では、インディラ・ガンディーと国民会議派が返り咲いた。インディラはその後も首相の座を維持したが、1984年6月に実施したシク教過激派に対するブルースター作戦への報復として、同年10月シク教徒のボディガードにより暗殺された。そこで息子のラジーヴ・ガンディーが首相を引き継いだ。1983年、隣国でスリランカ内戦が勃発したため平和維持軍を派遣した。
1987年4月、ボフォール社からの兵器（野砲）購入をめぐる大規模な汚職事件が明るみに出た。ラジーヴ首相も関わっているのではないかとの疑惑が広まった。これは1989年11月の解散総選挙につながった。1991年5月にタミル系武装組織タミル・イーラム解放のトラの自爆テロでラジーヴも暗殺された。後を継いだナラシンハ・ラーオ政権では、マンモハン・シン蔵相の元で1991年7月から始まった経済自由化によって経済は成長軌道に乗り、特にこれ以降IT分野が急成長を遂げた。1992年12月、アヨーディヤーのイスラム建築バーブリー・マスジドがヒンドゥー原理主義者らに破壊される事件が発生、宗派対立となった。

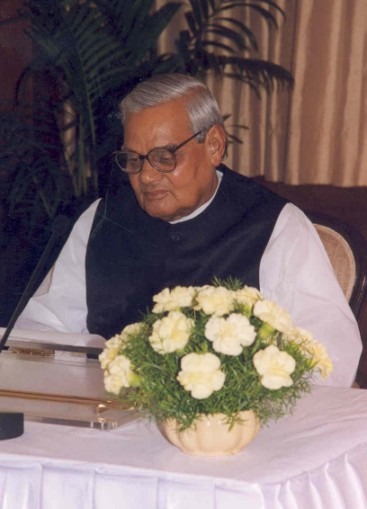
第13・16代首相アタル・ビハーリー・ヴァージペーイー

1996年の総選挙でインド人民党が勢力を伸ばしアタル・ビハーリー・ヴァージペーイー政権が誕生した。1997年6月25日、初の不可触賎民出身の大統領、コチェリル・ラーマン・ナラヤナンが就任した。
1998年5月11日と13日、ヴァージペーイー政権がコードネーム「シャクティ」を突如実施。核保有国であることを世界に宣言した。5月28日と5月30日にはパキスタンによる初の核実験が成功した。1999年5月、パキスタンとのカシミール領有権をめぐる国境紛争がカルギル紛争に発展し、核兵器の実戦使用が懸念された。
2004年の総選挙では国民会議派が勝利して政権を奪回し、マンモハン・シンが首相に就任した。同年12月26日、スマトラ島沖地震が起こった。震源地に近いアンダマン・ニコバル諸島を中心とした地域の被害は甚大であった（死者1万2,407人、行方不明1万人以上）。
2008年11月26日、デカン・ムジャーヒディーンによるムンバイ同時多発テロでは、死者172人、負傷者239人を出した。
連邦下院の総選挙が2009年4月16日に始まり、5月13日まで5回に分けて実施された。有権者は約7億1,400万人。選挙結果は5月16日に一斉開票され、国民会議派は206議席を獲得して政権を維持した。一方、最大野党インド人民党（BJP）は116議席にとどまった。
2014年5月開票の総選挙ではインド人民党が大勝し、10年ぶりに政権交代が実現。5月26日、ナレンドラ・モディが第18代首相に就任し、人民党政権が発足した。2017年6月、印パ両国が上海協力機構へ正式に加盟した。
2019年インド総選挙では、インド人民党が過半数の議席を獲得した。
2024年インド総選挙ではインド人民党がローク・サバーの過半数の議席を獲得できなかったが、与党連合は過半数の議席を維持した。

## 政治
インドの政治の大要は憲法に規定されている。インド憲法は1949年に制定、1976年に改正され、以後修正を加えながら現在に至っている。
インド人民党(BJP)の基盤となっているのが、国父ガンジーの暗殺者、ナトラム・ゴドセを輩出したヒンドゥー至上主義の極右・ファシスト団体民族義勇団（RSS）であり、党首のナレンドラ・モディもこのRSSの元活動家である。モディ率いるBJPは国民の8割を占めるヒンドゥー教徒の優遇を鮮明にし、北部アヨーディヤのイスラム教のモスク跡地に大規模なヒンドゥー教寺院を建立するなど、カーストを問わず支持を集めている。
一方で国連人権審査は、BJPが人権活動家、ジャーナリスト、平和的なデモ参加者を訴追しており、イスラム教徒や宗教的少数派への攻撃とその為の扇動、差別、ヘイトスピーチを発生させているとして警告している。

### 選挙
日本の約9倍の国土に100万カ所以上の投票所が設置される。2024年の総選挙では、投票所の管理や治安面の課題から、投票は州や地域を7つに分けて4月19日から順次実施し、6月4日に一斉開票する。543議席を小選挙区で選び、2議席は大統領が指名する。

### 行政
国家元首は大統領。実権はなく、内閣（Union Council of Ministers）の助言に従い国務を行う。議会の上下両院と州議会議員で構成される選挙会によって選出される。任期5年。
副大統領は議会で選出される。大統領が任期満了、死亡、解職で欠ける場合は、副大統領の地位のままその職務を行う。任期は大統領と同じ5年だが、就任時期をずらすことで地位の空白が生ずることを防止する。また、副大統領は上院の議長を兼任する。
行政府の長は首相であり、下院議員の総選挙後に大統領が任命する。内閣は下院議員の過半数を獲得した政党が組閣を行う。閣僚は首相の指名に基づき大統領が任命する。内閣は下院に対して連帯して責任を負う（議院内閣制）。また、連邦議会の議事運営、重要問題の審議・立法化と国家予算の審議・決定を行う。

### 立法
議会は両院制で、州代表の上院（ラージヤ・サバー）と、国民代表の下院（ローク・サバー）の二院により構成される。
上院250議席のうち12議席を大統領が有識者の中から指名する。任期は6年で、2年ごとに3分の1ずつ改選。大統領任命枠以外は、各州の議会によって選出される。下院は545議席で、543議席を18歳以上の国民による小選挙区制選挙で選出し、2議席を大統領がアングロ・インディアン（British Indians、イギリス系インド人。植民地時代にイギリス人とインド人との間に生まれた混血のインド人、もしくはその子孫の人々）から指名する。
任期は5年だが、任期途中で解散される場合がある。有権者の人口が多いため、選挙の投票は5回にわけて行われる。選挙は小選挙区制で、投票は用紙に印刷された政党マークに印を付ける方式であり、今日まで行われている。
なお、インドは民主的なプロセスを経て選挙が行われている国の中で世界最大の人口を誇る。そのためしばしば「世界最大の民主主義国家」と呼ばれることがある。

### 司法
司法権は最高裁判所と高等裁判所の2ヶ所に委ねられている。

## 国際関係

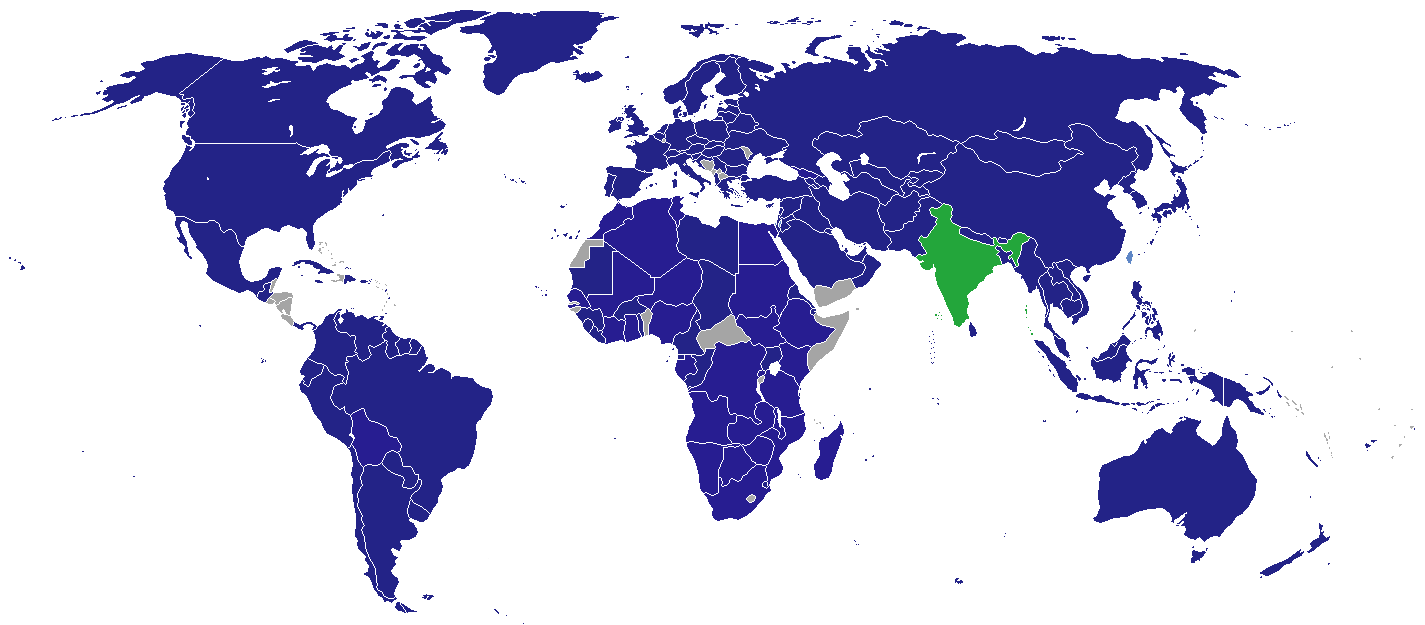
インドが外交使節を派遣している諸国の一覧図（青）

独立後、重要な国際会議がインドで開かれ、国際的な条約や協約が締結されている。
- 1947年3月、デリーでアジア問題会議が開催され、新生のアジア諸国が直面視する諸問題が討議された。
- 1949年2月、デリーでアジア19か国会議が開催され、オランダのインドネシア再植民地化が、批判すべき緊急の政治課題として討議された。
- 1949年11月、コルカタでインド平和擁護大会が開催された。
- 1949年12月、ビルマ（ミャンマー）に続いて中華人民共和国を承認した。
- 1950年10月、北インドのラクナウで太平洋問題調査会の第11回国際大会が開催された。ネルーが「アジアの理解のために」と題して基調演説を行った。
- 1954年4月、中国の首都・北京で中印双方は「中印両国の中国チベット地方とインドとの間の通商と交通に関する協定」に調印し、そこで平和五原則（パンチャ・シーラ）を確定した。それは領土・主権の尊重、相互不可侵、内政不干渉、平等互恵、平和的共存からなっていた。
- 1955年4月、バンドン（インドネシア）でアジア・アフリカ会議が開催された。14億の諸民族を代表する29か国の指導者が参加した。平和五原則に基づく諸原則を承認した。スカルノ、周恩来、ネルー、ナセルなどが参加していた。
- 1961年9月、ベオグラード（ユーゴスラビア）で第1回非同盟諸国首脳会議が開催された。チトー、ナセル、ネルーなどがアジアとアフリカの25か国代表が参加した。戦争の危機回避を求めるアピールが採択された。

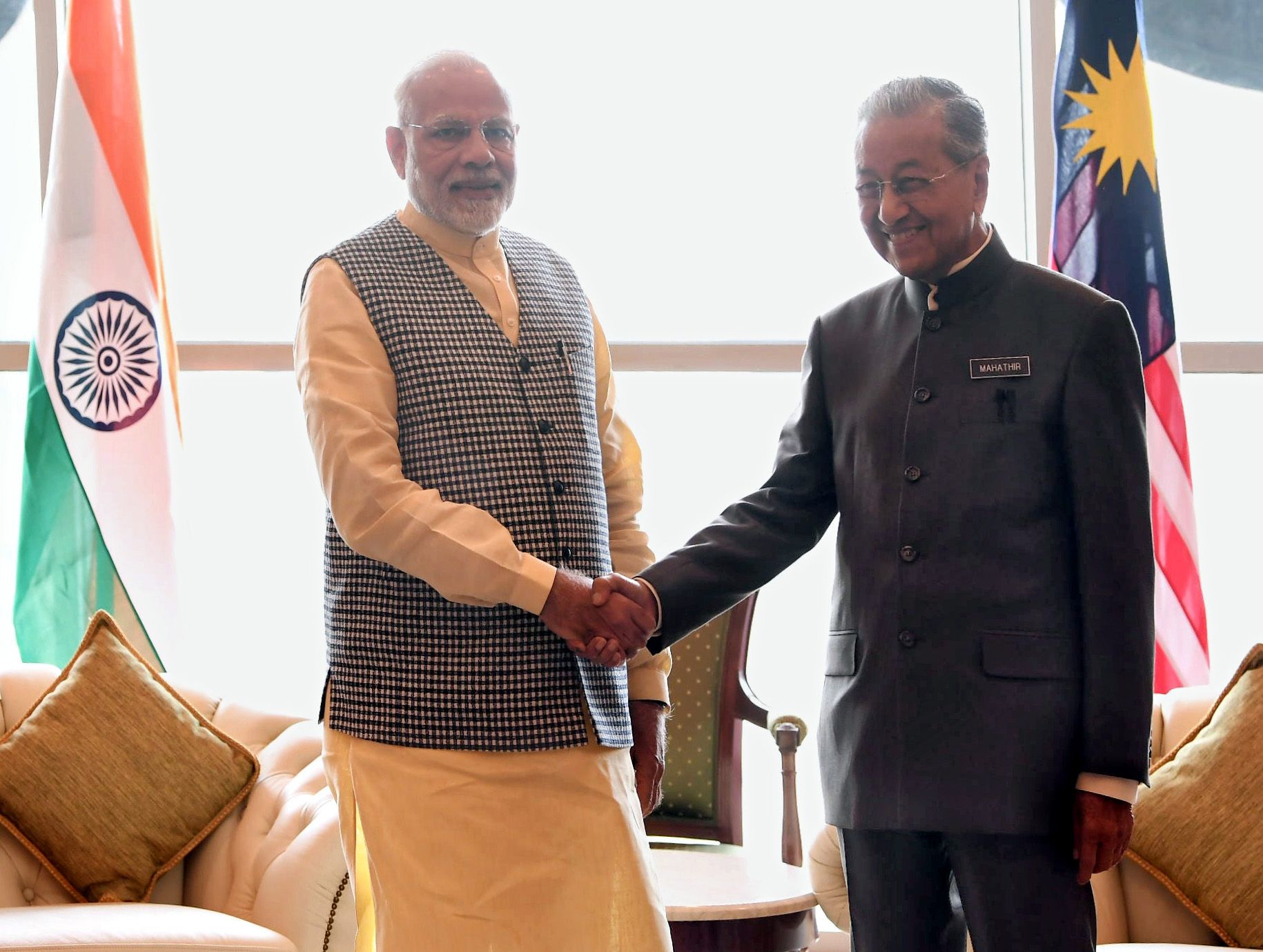
インドの首相ナレンドラ・モディとマレーシアの首相マハティール・ビン・モハマド（2018年5月31日）

インドは日本、米国、オーストラリアとQUADを結成している。

### 領土紛争
カシミール地方においてインドとパキスタン、中華人民共和国との間で領土紛争があり、特にパキスタンとは激しい戦闘が繰り返され（印パ戦争）、現在は停戦状態にある。インドの主張するカシミール地方は、ジャンムー・カシミール連邦直轄領及びラダック連邦直轄領となっている。中国の実効支配地域にはレアメタルが埋蔵されている。
これとは別に、インド東部アッサム州北部のヒマラヤ山脈南壁は、中国との間で中印国境紛争があったが、中国側が自主的に撤退し、現在はインドのアルナーチャル・プラデーシュ州となっている。

### 日本との関係
近代以前の日本では、中国経由で伝わった仏教に関わる形で、インドが知られた（当時はインドのことを天竺と呼んでいた）。東大寺の大仏の開眼供養を行った菩提僊那が中国を経由して渡来したり、高岳親王のように、日本からインドへ渡航することを試みたりした者もいたが、数は少なく、情報は非常に限られていた。日本・震旦（中国）・天竺（インド）をあわせて三国と呼ぶこともあった。
1903年に日印協会が設立される。第二次世界大戦では、インド国民会議から分派した独立運動家のチャンドラ・ボースが日本軍の援助の下でインド国民軍を結成し、日本軍とともにインパール作戦を行ったが、失敗に終わった。チャンドラ・ボース以前に、日本を基盤として独立運動を行った人物にラース・ビハーリー・ボース（中村屋のボース）やA.M.ナイルらがいる。ラース・ビハーリー・ボースとA.M.ナイルの名前は、現在ではむしろ、日本に本格的なインド式カレーを伝えたことでもよく知られている。
1948年、極東国際軍事裁判（東京裁判）において、インド代表判事パール判事（ラダ・ビノード・パール、1885年1月27日 - 1957年1月10日）は、「イギリスやアメリカが無罪なら、日本も無罪である」と主張した。またインドは1951年のサンフランシスコで開かれた講和会議に欠席。1952年4月に2国間の国交が回復し、同年6月9日に平和条約が締結された。インドは親日国であり、日本人の親印感情も高いと考えられているのは、こうした歴史によるものがある
1957年5月24日、インドを訪問した岸信介首相を歓迎する国民大会が開催され、3万人の群衆の中、ジャワハルラール・ネルーは、日露戦争における日本の勝利がいかにインドの独立運動に深い影響を与えたかを語ったうえで、「インドは敢えてサンフランシスコ条約に参加しなかった。そして日本に対する賠償の権利を放棄した。これは、インドが金銭的要求よりも友情に重きを置くからにほかならない」と演説した。
チャンドラ・ボース率いるインド国民軍が基礎となって独立戦争を戦ったインドは、その過程での日本との関わりから、東京裁判史観に否定的であり、1994年に駐日インド大使館の協力で日本の取材班が訪印し、インドの識者に対して、日本の戦争賠償や戦争犯罪に対する告発に賛成しなかったラダ・ビノード・パールの評価を尋ねたところ、インド教育省事務次官だったP.N. チョプラ博士は、ラダ・ビノード・パールはインド政府の立場を十分に説明しており、過去と現在を問わずインド政府は全てのインド人とともにラダ・ビノード・パールの判決を支持しており、インド政府が公式に東京裁判史観否定の立場をとっていることを明らかにした。
広島の原爆記念日である毎年8月6日に国会が会期中の際は黙祷を捧げているほか、昭和天皇崩御の際には3日間喪に服したほどである。また、1970年代ごろからは、日本プロレス界でインド出身のタイガー・ジェット・シンが活躍し、当時人気があったプロレスを大いに賑わせた。しかし、インド人の日本への留学者は毎年1,000人以下と、他のアジアの国の留学生の数に比べて極端に少ないが、近年ではITを中心とした知的労働者の受け入れが急速に増加している。
2001年のインド西部地震では日本は自衛隊インド派遣を行い支援活動を行った。日本政府は「価値観外交」を進め、2008年10月22日には、麻生太郎、シン両首相により日印安全保障宣言が締結された。日本の閣僚としては、2000年に森喜朗総理大臣（8月18日 - 26日の東南アジア訪問の一貫）、2005年に小泉純一郎総理大臣（デリー）、2006年1月に麻生太郎外務大臣（デリー）、2006年アジア開発銀行年次総会の際に谷垣禎一財務大臣（ハイデラバード）、2007年1月に菅義偉総務大臣（デリーとチェンナイ）、2007年8月に安倍晋三総理大臣（ニューデリーとコルカタ）、2009年12月に鳩山由紀夫総理大臣（ムンバイとデリー）がそれぞれ訪問している。
2011年8月1日に日本・インド経済連携協定が発効した。2012年4月に日印国交樹立60周年を迎え、日本とインドで様々な記念行事が実施された。2014年8月30日、モディが首相として初来日し、安倍首相主催による非公式の夕食会が京都市の京都迎賓館で開かれた。日印首脳会談は9月1日に東京で行われ、共同声明の「日印特別戦略的グローバル・パートナーシップに関する東京宣言」では「特別な関係」が明記され、安全保障面では、外務・防衛閣僚協議（2プラス2）の設置検討で合意、シーレーンの安全確保に向けた海上自衛隊とインド海軍の共同訓練の定期化と、経済分野では日印投資促進パートナーシップを立ち上げ、対印の直接投資額と日本企業数を5年間で倍増させる目標を決定した。

### イギリスとの関係
17世紀、アジア海域世界への進出をイギリスとオランダが推進し、インド産の手織り綿布（キャラコ）がヨーロッパに持ち込まれると大流行となり、各国は対インド貿易を重視したが、その過程で3次にわたる英蘭戦争が起こり、フランス東インド会社の連合軍を打ち破り（プラッシーの戦い）、植民地抗争におけるイギリス覇権が確立した。1765年にベンガル地方の徴税権（ディーワーニー）を獲得したことを皮切りにイギリス東インド会社主導の植民地化が進み、1763年のパリ条約によってフランス勢力をインドから駆逐すると、マイソール戦争、マラータ戦争、シク戦争などを経てインド支配を確立した。イギリス東インド会社は茶、アヘン、インディゴなどのプランテーションを拡大し、19世紀後半にはインドでの鉄道建設を推進した。
イギリス支配に対する不満は各地で高まり、インド大反乱（セポイの反乱、シパーヒーの反乱、第一次インド独立戦争）となった。イギリスは、翌年にムガル皇帝を廃し、東インド会社が持っていた統治権を譲り受け、インド総督を派遣して直接統治下においた。1877年には、イギリス女王ヴィクトリアがインド女帝を兼任するイギリス領インド帝国が成立した。第一次世界大戦で、イギリスは植民地インドから100万人以上の兵力を西部戦線に動員し、食糧はじめ軍事物資や戦費の一部も負担させた。しかし、イギリスはインドに対して戦後に自治を与えるという公約を守らず、ウッドロウ・ウィルソンらの唱えた民族自決の理念の高まりにも影響を受けて民族運動はさらに高揚したが、アムリットサル事件が起きた。
しかし、非暴力を唱えるマハトマ・ガンディー、ジャワハルラール・ネルーにより反英・独立運動が展開された。ガンディーは「塩の行進」を開始したが成功しなかった。
第二次世界大戦では日本に亡命したチャンドラ・ボースが日本の援助によってインド国民軍を結成し、インド人兵士は多くが志願した。
インドは念願の独立後の1950年代以降も、多くのインド人が就職や結婚など様々な理由で、景気の見通しが上向きであった英国に移住した。当時、英国政府は移民の管理に懸命に務めたものの、1961年には既に10万人以上のインド人や隣国のパキスタン人が定住していたと記録に残っている。彼らの多くは英国に既に移住している同郷人が親族を呼び寄せるという「連鎖移住」の制度を利用した。現在、英国に住むインド出身の人々は西ロンドンのサウソール、ウェンブリー、ハウンズロー、バーネット、クロイドン、郊外では東西ミッドランズ、マンチェスター、レスターにコミュニティーを作っている。またイギリスでは医師の3割がインド人である。
インドは歴史的に反英感情がまだ少なからず残っているものの、旧宗主国が普及させた世界共通語である英語を使い、英語圏中心に商売をしている。

### アメリカ合衆国との関係
冷戦期は非同盟中立（実態は旧ソ連寄り）のインドと、パキスタンを軍事パートナーとしていたアメリカ合衆国との関係はよくなかった。冷戦終結を契機に印米関係は改善を見せ始める。1998年の核実験を強行した際にはアメリカをはじめ西側諸国から経済制裁を受けたが、現在では経済軍事交流をはじめとして良好な関係を築いている。インドではソフトウェア産業の優秀な人材が揃っており、英語を話せる人材が多いためアメリカへの人材の引き抜きや現地でのソフトウェア産業の設立が盛んになっている。そのため、ハイテク産業でのアメリカとのつながりが大きく、アメリカで就職したり、インターネットを通じてインド国内での開発、運営などが行われたりしている。NHKスペシャルの「インドの衝撃」では、NASAのエンジニアの1割はインド人（在外インド人）だと伝えている。
また、アメリカとインドは地球の反対側に位置するため、アメリカの終業時刻がインドの始業時刻に相当し、終業時刻にインドへ仕事を依頼すると翌日の始業時刻には成果品が届くことからもインドの優位性が評価されるようになった（→オフショアリング）。
一時期、シリコンバレーは“IC”でもつと言われたことがあるが、この場合のICは集積回路のIntegrated Circuitsを指すのではなくインド人と中国人を意味する。
英語の運用能力が高く人件費も低廉なため、近年アメリカ国内の顧客を対象にしたコールセンター業務はインドの会社に委託（アウトソーシング）されている場合が多い。多くのアメリカ人の顧客にとってインド人の名前は馴染みがないため、電話応対の際インド人オペレーターはそれぞれ付与された（アングロサクソン系）アメリカ人風の名前を名乗っている。
アメリカとの時差は12時間で、アメリカで夜にITの発注をかけてもインドでは朝である。そのためにアメリカで発注をかけた側が就寝して朝目覚めれば、インドから完成品がオンラインで届けられている場合もある。この言語と時差の特性を利用し、インドにコールセンターを置く企業も増えつつあるといわれている。
アメリカの科学者の12％、医師の38％、NASAの科学者の36％、マイクロソフトの従業員の34%、IBMの従業員の28%、インテルの従業員の17％、ゼロックスの従業員の13％がインド系アメリカ人であり、インド系アメリカ人は100万 - 200万人ほどいると言われている。印僑の9人に1人が年収1億円以上、人口は0.5％ながら、全米の億万長者の10％を占める。彼らはアメリカのITの中枢を担っているためシリコンバレーに多く住んでおり、シリコンバレーにはインド料理店が多い。
また、アイビー・リーグなどのアメリカの大学側はインドに代表団を派遣して学生を集めるための事務所を構えたり、優秀なインド人学生をスカウトしたりするなどの活動もあり、アメリカに留学するインド人学生は多く、アメリカ合衆国移民・関税執行局 （ICE）調査によれば中国人学生の次に多い。インド人学生の4分の3以上が科学、技術、 工学、数学（STEM）分野を学んでいる。
また後述するように、アメリカ国内ではインド人に対する深刻な嫌がらせは基本的に見られない。強いて言うならばアメリカ同時多発テロの際にアラブ系と勘違いされインド系が襲われる事件があった程度である。
2025年、第2次トランプ政権は、ウクライナ侵攻の停戦に応じないロシアに圧力をかけるため、ロシア産エネルギーを購入する国に追加関税をかけることを宣言。対象国となったインドは、ロシア産原油の購入を続けることを宣言して対立構造となった。同年8月時点では企業業績に影響する規模ではないものの、インド国内ではアメリカ企業による製品の不買運動が呼びかけられるようになった。

### オーストラリアとの関係
インドはオーストラリアにとっての重要な輸出市場であり、オーストラリアは市場競争力と付加価値がある専門技術と技術的ソリューションを、様々な分野にわたって提供しているという。インド工業連盟（CII）は、「オーストラリアとのビジネス」と題したセミナーを主催、その開会の場でラーマンは、オーストラリアの専門技術と技術的ソリューションは、インドのあらゆる分野のビジネスで重要視されているとし、資源開発、鉱業、エネルギー、インフラ、建築、飲食、農業関連産業、情報通信技術、映画、メディア、エンターテインメント、小売り、金融と活用されている分野を挙げた。
オーストラリアは移民政策としてアジア人を受け入れており、特にインド人は英語が話せるため多くが留学・移民として来ている。アメリカと同様にオーストラリアには多数のインド人が移民しており、距離が近い分、アメリカに行くよりオーストラリアに行くことを選んだインド人も多い。オーストラリアにおけるインド系企業は浸透し、オーストラリアの金融機関のシステム開発は当時から、インド系ソフトウェア会社の存在なしには成り立たなくなっている。
2005年ごろからオーストラリアの若者たちがレバノン人を暴行する事件が相次ぎ、2007年ごろからインド人留学生を狙う暴力事件が相次いで発生した。インド人学生に対する暴行は、おもにメルボルンやシドニーなどオーストラリアの都市部であり、地元の若者がグループで襲い物を奪ったり、ドライバーで刺したりする事件が相次いだ。オーストラリアの地元警察によると、大半が「愉快犯」といい、合言葉は「レッツゴー・カレー・バッシング」だった。相次ぐインド人襲撃を受けて、オーストラリアのインド人学生ら数千人は抗議の座り込みをし、インド国内でも抗議する大規模デモが行われ、外交問題にまで発展した。ボリウッドの大物俳優アミターブ・バッチャンは、クイーンズランド大学から授与されるはずだった名誉博士号を辞退したほか、ブリスベンで行われる映画祭への出席も見合わせた。インドのシン首相は「分別のない暴力と犯罪には身の毛がよだつ。 その一部は人種的動機から、オーストラリアにいるわが国の学生に向けられている」と抗議した。ケビン・ラッド首相はシン首相との会談の際に、事件の背景に人種差別があるわけではないと強調、オーストラリアは今でも世界有数の安全な国だとして平静を呼びかけた。

### 中国との関係
古代では、インドから中国に仏教がもたらされ、インドに留学した中国僧の法顕、玄奘、義浄らを通じ、交流があった。植民地時代は三角貿易でつながり、近代に独立してからも初代首相のネルーは「ヒンディ・チニ・バイ・バイ」（中華人民共和国とインドは兄弟）を掲げ、非共産圏ではビルマに次いで中華人民共和国を国家承認して最初に大使館を設置した国であった。平和五原則で友好を深めようとするも、1950年代以降は中印国境紛争や、ダライ・ラマ14世とチベット亡命政府をインドが中華人民共和国から匿い、パキスタンを印パ戦争で中華人民共和国が支援したことで冷戦時代は対立関係になり、現在も国境問題は全面的な解決はされてない。
しかし、1988年にラジーヴ首相が訪中して国境画定交渉が進み、2003年にはバジパイ首相はチベットを中華人民共和国領と認め、中印国境紛争以来64年ぶりに国境貿易を再開する合意を交わした。さらに中華人民共和国の主導する上海協力機構に加盟して中印合同演習も行うなど緊張緩和も行われている。経済面では2014年に中華人民共和国はインド最大の貿易相手国にもなった一方、2017年にはブータンとの係争地に進行してきた中国人民解放軍にインド側の塹壕を破壊され2か月にわたりにらみ合いになったり、カシミール地方インド領に入り込もうとした中国軍をインド軍が阻止し、投石騒ぎの小競り合いが起こったりするなど、いまだに国境問題は解決されていない。

### パキスタン・バングラデシュとの関係
宗教の違いや度重なる国境紛争で独立以来伝統的に隣国パキスタンとはかなり関係が悪く、互いに核兵器を向けてにらみ合っている。近年もムンバイ同時多発テロ以降、関係は悪化していたが、2011年には2国間貿易の規制緩和やインドからパキスタンへの石油製品輸出解禁が打ち出され、11年7月には両国の外相が1年ぶりに会談した。
2012年9月8日、イスラマバードで会談をして、ビザ発給条件の緩和について合意したほか、農業、保険、教育、環境、科学技術などの分野での相互協力などが話し合われた。しかし、カシミールをめぐっては対立を続けており、空中戦（バーラーコート空爆）や双方の砲撃と銃撃戦も起き両国で非難の応酬がされているなど緊張状態は続いている。

### ロシアとの関係
ロシアとは大幅な防衛・戦略上の関係（India–Russia military relations）を結んでおり、インドはロシア連邦製兵器の最大の顧客となっている。

## 軍事

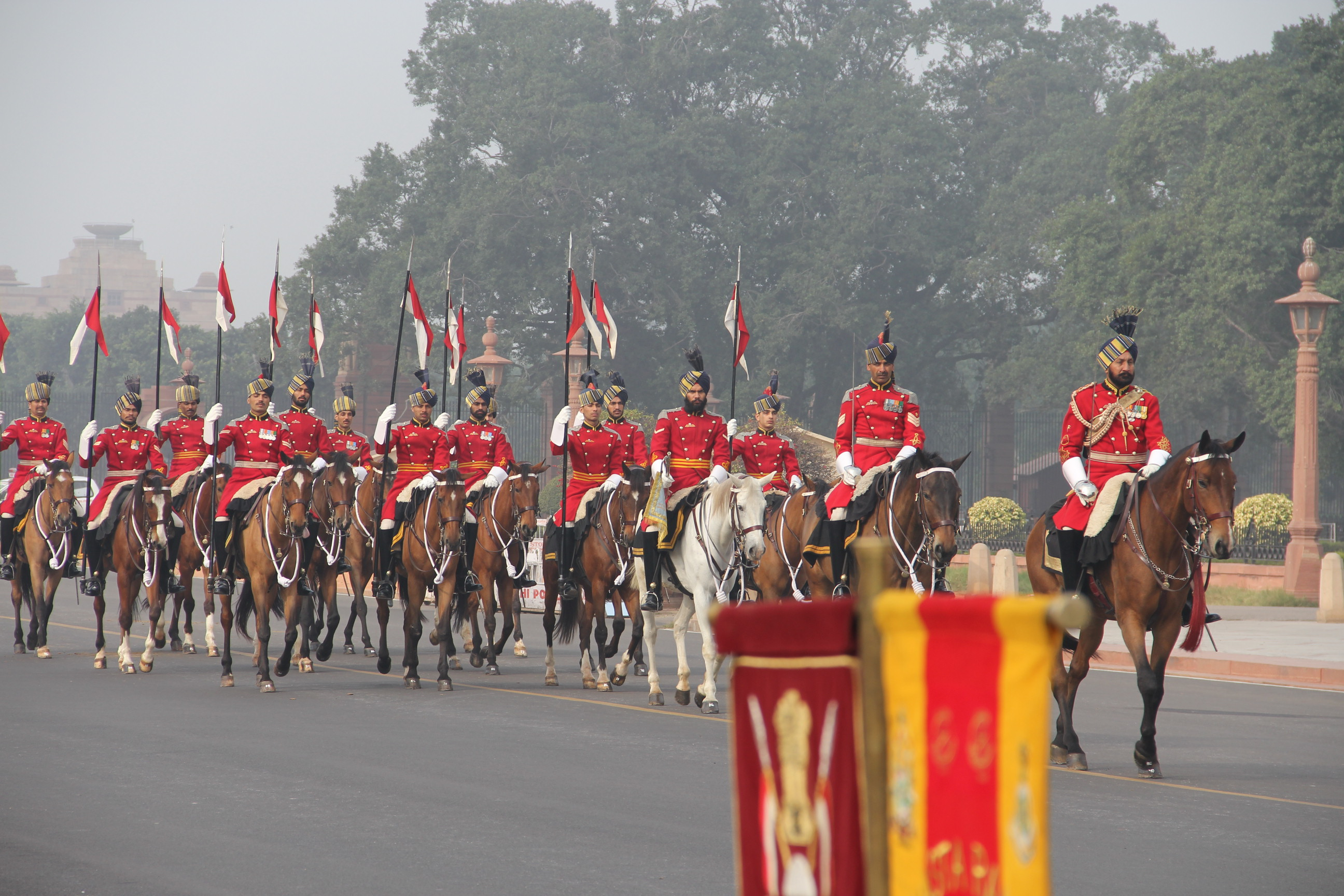
共和国記念日パレード

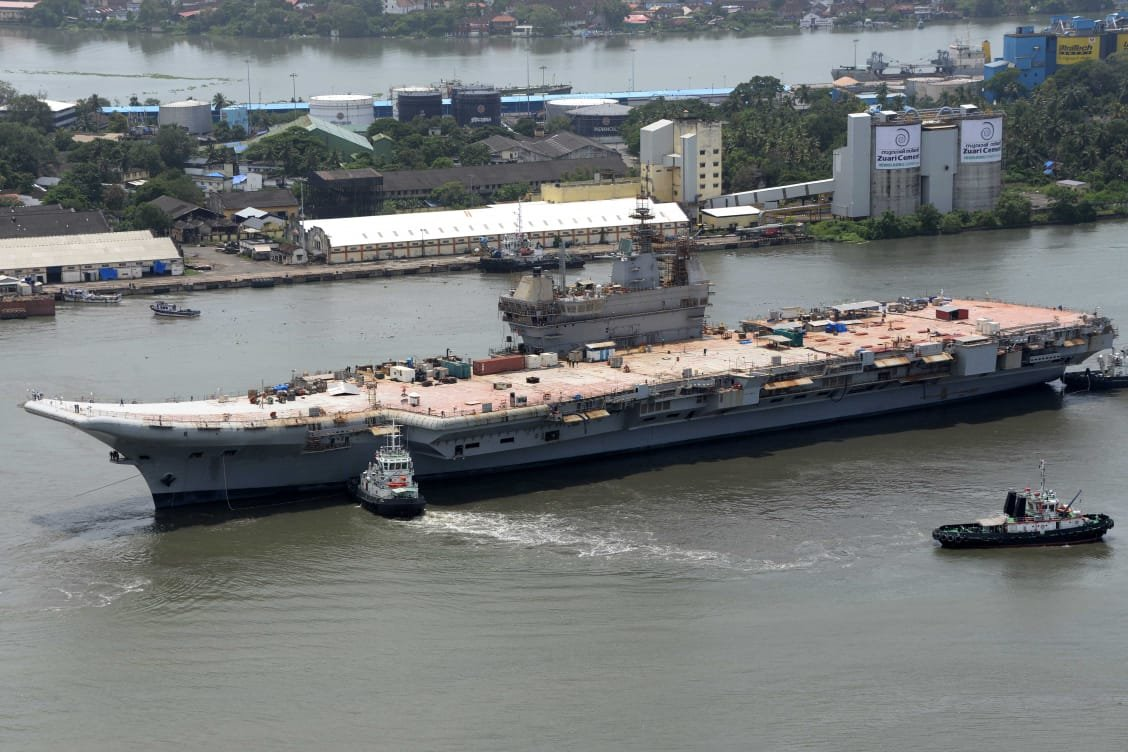
航空母艦ヴィクラント（建造中）

インド軍は、インド陸軍、インド海軍、インド空軍および、その他の準軍事組織を含むインドの軍隊である。インド軍の法律上の最高司令官は大統領だが、事実上の指揮権はインド政府（Government of India）のトップ（政府の長）である首相（Prime Minister of India）が有している。インド軍の管理・運営は国防省（Ministry of Defence）・国防大臣（Minister of Defence）が担当する。
インド軍の正規兵力は陸海空軍と戦略核戦力部隊、インド沿岸警備隊の約132万5,000人と、予備役は合わせて約110万人である。世界で6番目の核保有国・原子力潜水艦保有国でもある。インドの準軍事組織は、アッサム・ライフル部隊（5万人）、特別辺境部隊（1万人）である。以前は準軍事部隊とされた国境警備部隊、中央予備警察などを含む中央武装警察隊（約77万人）や、民兵組織のホームガード（約135万人）は 2011年から準軍事部隊に含めないとのインド政府の公式見解である。
グローバル・ファイヤーパワー社発表の世界の軍事力ランキング2014年版によると、インドは世界第4位の軍事力となっている。志願兵制を採用しており、徴兵制が行われたことは一度もない。
近年は近代化を加速させており、軍事目的での宇宙開発、核の3本柱（Nuclear triad、ICBM、SLBM、戦略爆撃機（先述のように狭義のそれはインドは保有しない））の整備、ミサイル防衛システムの開発など多岐にわたる。国防費は2012年度で461億2,500万ドルで、年々増加傾向にある。また、最近では武器そのものの国産化を目指す動きが強くなっており、2023年時点での共和国記念日に開催された軍事パレードにおいては国産化へのシフト変更傾向が現れているとの指摘がされている。

### 準軍事組織
インドは10の民兵組織を維持している。

### 情報機関
インドには多くの情報機関が存在しており、その部門の数は10以上となっている。最もよく知られているのは、インドの対外情報機関である情報調査分析室（RAW）と、対諜報活動やテロ対策および、全体的な国内治安を担当・管轄する国内情報機関である国家情報局（IB）の2つとなっている。

## 地理

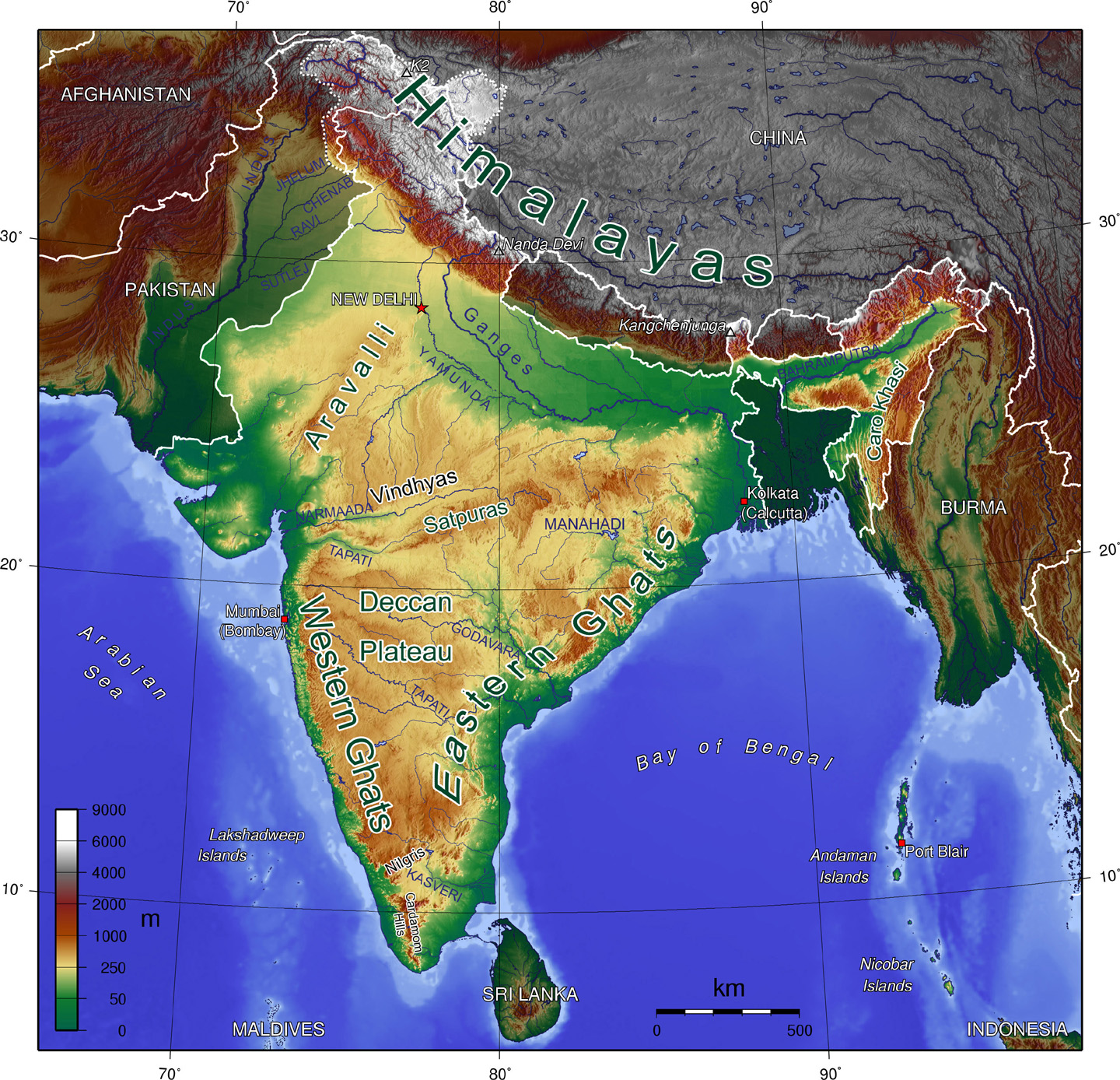
インドの地形図

パキスタン、中華人民共和国（中国）、ネパール、ブータン、バングラデシュ、ミャンマーとは陸上で、スリランカ、モルディブ、インドネシアとは海上で国境を接する。パキスタンや中国とは領土問題を抱える。
中国とブータンは、東北部とアルナーチャル・プラデーシュ州とシッキム州北部に接している。ネパールは東北東、バングラデシュはメーガーラヤ州、トリプラ州、西ベンガル州の3州で国境を接する。ミャンマーはアルナーチャル・プラデーシュ州とアソム州東部、マニプル州、ミゾラム州、ナガランド州東部と接している。
インドの陸地はほとんどがインド洋に突き出した南アジアの半島上にあり、南西をアラビア海に、南東をベンガル湾に区切られて7,000キロメートルの海岸線を持つ。多くの地域では雨季が存在し、3つの季節（夏、雨季、冬）に分けられ、雨季を除いてほとんど雨の降らない地域も多い。北インドと中央インドはほぼ全域に肥沃なヒンドスタン平野が広がり、南インドのほとんどはデカン高原が占める。国土の西部には岩と砂のタール砂漠があり、東部と北東部の国境地帯は峻険なヒマラヤ山脈が占める。インドが主張するインド最高点はパキスタンと係争中のカシミール地方にあるK2峰（標高8,611メートル）である。確定した領土の最高点はカンチェンジュンガ峰（同8,598メートル）である。気候は南端の赤道地帯からヒマラヤの高山地帯まで多様性に富む。
インドの発展が遅れた主因は水不足であった。インド亜大陸の平均降水量は年間約1,000ミリメートルであるが、地域差を反映しない。たとえばアッサム州や西ガーツ山脈では1万ミリメートル以上であり、シンド州の一部では100ミリメートルも降らない。加えて時期による降水量差が生活を直撃する。モンスーンのもたらす降水量は5年周期で平均よりも25 - 40パーセント減る。10年に1度はさらに僅少となって、旱魃による飢饉は、灌漑がなければ百万人単位で餓死者を出す。

### 気候
広大な国土を持つため、地域により気候は大きく異なる。雨季には大きな洪水が発生するほどの豪雨がある地域も多い。2016年5月19日には西部ラジャスタン州ファロディで最高気温が51℃を記録し、1956年に同州アルワルで観測されたこれまでのインド国内の最高気温であった50.6℃を60年ぶりに更新した。

### 北インド
バラナシやタージマハルのあるアーグラーが属する北インド平野では5月が最も気温が高くなり、45℃を超すこともある。3月下旬から9月下旬までは厳しい暑さが続き、特に4月から6月は酷暑となる。7月から9月は雨季だが、1時間程度の激しい雨が降る程度で湿度は高く蒸し暑い。一方、同じ5月にヒマラヤ周辺の峠では積雪のために自動車が通行できないこともある。北インド平野でも冬季、特に12月中旬から1月下旬にはショールが必要なほど冷え込む。北インド平野の西部にあたるラジャスターン州エリアは典型的な砂漠気候で、特に3月下旬から9月下旬までは降雨も少なく厳しい乾燥地帯で、4月中旬から6月ごろは特に酷暑となる。12月中旬から1月下旬の約1か月強は、朝晩には防寒対策が必要なほど冷え込み、昼間と夜間の気温差が大きい。

### 南インド
南インドは年中暑いが、夏季の気温は北インドの方が砂漠気候であるため大幅に上回る。年間を通しての気温差は少なく、低くて20℃超、普段は30 - 35℃程度。6月から9月の雨季の4か月間は激しい豪雨に見舞われ、毎年のように洪水が発生してムンバイのような大都市の都市機能が麻痺することもある。南インドでもベンガルールは標高が800メートルある高原であるため年間を通し過ごしやすく、外国企業が集まるIT都市として発展したほどである。

### 東海岸とコルカタ
コルカタや東海岸は、夏季の気温は高く東海岸では湿度も高い。6月から9月の雨季は気温が40℃近くになり、湿度90パーセントを超えることもある。12月と1月の冬は北インド平野ほどではないが冷え込みがある。

### ケララ州
年間を通し気温の変動が少なく常夏ともいえるが、5月下旬から9月の雨季の降雨量は多い。

### ヒマラヤ地方
冬場は気温は低く、奥地では道路が凍結で通行止めになることがある。シムラーやダージリンは他地方が酷暑の時期に避暑地となる。ダージリンの雨季は6月から9月で多雨。ヒマラヤも見えない日が多い。

## 地方行政区分
インドは28の州と8つの連邦直轄領から構成される。ただし、ジャンムー・カシミール連邦直轄領、ラダック連邦直轄領はその全域をパキスタンとの間で、またジャンムー・カシミール連邦直轄領の一部とラダック連邦直轄領、アルナーチャル・プラデーシュ州のほとんどを中国との間で、それぞれ領有権をめぐって外交・国際政治の場で激しく争われている。ジャンムー・カシミール連邦直轄領、シッキム州を除いて州独自の旗が禁止されている。
多くの少数民族や先住民を抱える民主主義国家であることから、州の分割を求める動きは繰り返し発生し、世論を二分してきた。実際に分割に至った州もあり、2000年には中部と北部、東部で3州が新たに誕生した。14年にも南東部アンドラプラデシュ州の一部がテランガナ州として分割となった。

### 主要都市
|                                                                    | 都市             | 行政区分                 | 人口       |    | 都市           | 行政区分                 | 人口      |
| ------------------------------------------------------------------ | ---------------- | ------------------------ | ---------- | -- | -------------- | ------------------------ | --------- |
| 1                                                                  | ムンバイ         | マハーラーシュトラ州     | 13,662,885 | 11 | ジャイプル     | ラージャスターン州       | 2,997,114 |
| 2                                                                  | デリー           | デリー                   | 11,954,217 | 12 | ラクナウ       | ウッタル・プラデーシュ州 | 2,621,063 |
| 3                                                                  | ベンガルール     | カルナータカ州           | 5,180,533  | 13 | ナーグプル     | マハーラーシュトラ州     | 2,359,331 |
| 4                                                                  | コルカタ         | 西ベンガル州             | 5,021,458  | 14 | インドール     | マディヤ・プラデーシュ州 | 1,768,303 |
| 5                                                                  | チェンナイ       | タミル・ナードゥ州       | 4,562,843  | 15 | パトナ         | ビハール州               | 1,753,543 |
| 6                                                                  | ハイデラバード   | テランガーナ州           | 3,980,938  | 16 | ボーパール     | マディヤ・プラデーシュ州 | 1,742,375 |
| 7                                                                  | アフマダーバード | グジャラート州           | 3,867,336  | 17 | ターネー       | マハーラーシュトラ州     | 1,673,465 |
| 8                                                                  | プネー           | マハーラーシュトラ州     | 3,230,322  | 18 | ルディヤーナー | パンジャーブ州           | 1,662,325 |
| 9                                                                  | スーラト         | グジャラート州           | 3,124,249  | 19 | アーグラ       | ウッタル・プラデーシュ州 | 1,590,073 |
| 10                                                                 | カーンプル       | ウッタル・プラデーシュ州 | 3,067,663  | 20 | ヴァドーダラー | グジャラート州           | 1,487,956 |
| 1991年・2001年実施の国勢調査データを元にした2008年時点の推定予測値 |                  |                          |            |    |                |                          |           |

## 経済
インドの経済は1991年から改革に取り組んでいる。1997年5月に政府は低品質の米の輸入を自由化し、民間が無関税で輸入することを許可した。それまで全ての形態の米の輸入はインド食料公社によって独占されていた。小麦は1999年3月から製粉業者が政府を通さずに加工用の小麦を輸入できることが決まった。2002年4月に米・小麦の輸出制限が廃止された。改革により、IT産業のほか、自動車部品・電機・輸送機器といった分野も伸びており、加えて産業規模は小さいもののバイオ・医薬品といった産業の発展に力を注いでいる。特に2003年以降はおおむね年間7 - 9パーセント、2010年度も8.5パーセントの高い経済成長率を達成している。
インドの労働力人口は2050年にかけて毎年約1パーセントずつ増加していくと見込まれており、その豊富な労働力が成長の礎となることが予想されている。また、それらの人口は将来的に実質的な購買力を備えた消費者層（=中間層）となり、有望な消費市場をもたらすものと考えられている。
貿易については、産業保護政策をとっていたため貿易が国内総生産（GDP）に与える影響は少なかったが、経済自由化後は関税が引き下げられるなどされ、貿易額が増加、GDPに与える影響力が大きくなっている。主な貿易品目は、輸出が石油製品、後述する農産物と海老、輸送機器、宝飾製品や医薬品、化学品、繊維などである。輸入は原油・石油製品、金、機械製品などである。
世界銀行によると、インドのGDPは2021年には3兆1,700億ドルであり、世界で5番目に大きな経済である。 またインドのGDP PPPは8.6兆であり、アメリカと中国に次ぐ3番目に大きな経済となる。
2030年代には15億人を超え、2050年には16.6億人になると予想されている。

### 主な産業

#### 第一次産業

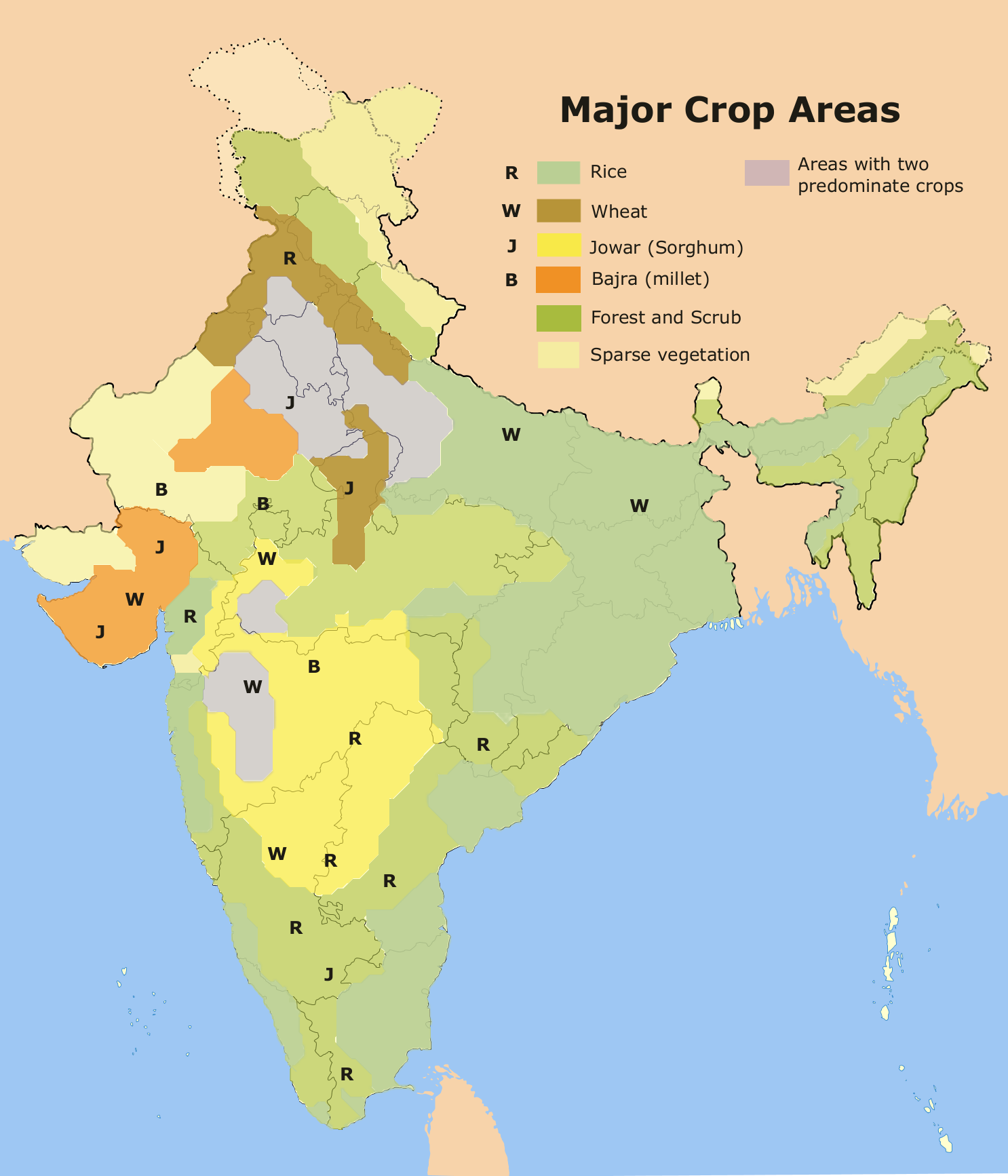
主な農産物の生産地域

農業をはじめとする第一次産業は世界第2位の規模を誇り、植物育種や灌漑設備の整備、農薬の普及といった「緑の革命」を実践している。独立後60年あまりで人口が12億人にまで増えたにもかかわらず、自給自足達成国となった。米の主要輸出国の一つで、2006年には450万トンを輸出した。インドの農地面積は1億7,990万ヘクタール あり、農業は労働人口の52パーセントが従事し、GDPの16パーセントを占めるインド経済の中心である。農業部門が経済成長率に及ぼす影響は大きく、一部の例外を除き農業部門が不振であった年は成長率が4パーセント台に押し下げられた。
農民の9割近くは2ヘクタール未満の農地しか持たない零細農民であり、農産物の国内流通や貿易の自由化には強く抵抗する。2020年、インド政府はアジア圏の経済連携協定であるRCEP交渉から離脱。同年9月には、生産地近くの卸売市場以外でも自由な取引を認める新法を施行したが、大手小売チェーンによる安値での買い叩きを懸念する農民による抗議デモが発生した。
穀物収穫面積の約4割が水田であり、米の生産量は中国に次いで世界2位である。米輸出量では2012年 - 2013年に世界一を記録した。小麦も生産量でこそ第2位であるが、歴史で述べたように完全自給できていない。2003年時点で砂糖、魚介類、野菜・果実は完全自給できている。大豆の自給率が96パーセントであった。綿花は植民地時代からデカン高原で栽培されており、糸車をもとに国章をつくるだけあって、今なお生産量が中国に次ぎ第2位である。茶も同様である。鶏卵生産量は中国が抜群の世界一で、アメリカとインドが順に続く。インドの養鶏は国内需要の高い鶏肉の生産量を向上させている。インドでは牛が宗教上神聖な動物とされており、牛乳の生産量が1980年から2004年の四半世紀で約3倍、世界一となった。カシューナッツ、マンゴー、ココナッツ、生姜、ウコンと胡椒、ジュート、落花生なども生産している。
灌漑はムガル帝国時代から行われてきたが、帝国が衰退してから堆積物に埋もれた。植民地時代に凶作による税収減を看過できなくなってから、それまでの世界史上最大規模の灌漑事業が行われた。それは特にパンジャーブ地方で大きな成果をあげ、インドは食料純輸出国となり、アスワンダム建設に経験が活かされた。
1960年代から農業生産が飛躍的に増加した。もっとも、チューブ式井戸主体の灌漑によるためにエネルギーコストが利益を減じた。1980年 - 2000年の間に化学肥料の消費量は約3倍に増えた。それに、新しい農法がもたらす恩恵においてパンジャーブやハリヤーナーという北西部が優位であるのは植民地時代から変わっていない。
デルタが多いベンガル地方は必ずしも農業に適しない。ここは19世紀前半にコレラのパンデミックの震源となった。カルカッタは西のフーグリー川と東の塩湖に囲まれ、かつては海抜10メートル以下で、排水に難儀した。河川は10月から3月までを除いて逆流した。上水供給と下水処理は各居住区の懐具合に応じて設備が向上していったが、1911年に首都がデリーに移転してからは政治的・経済的混乱がベンガルを苦しめるようになり、当分それ以上の改善が見込めなかった。

#### 第二次産業

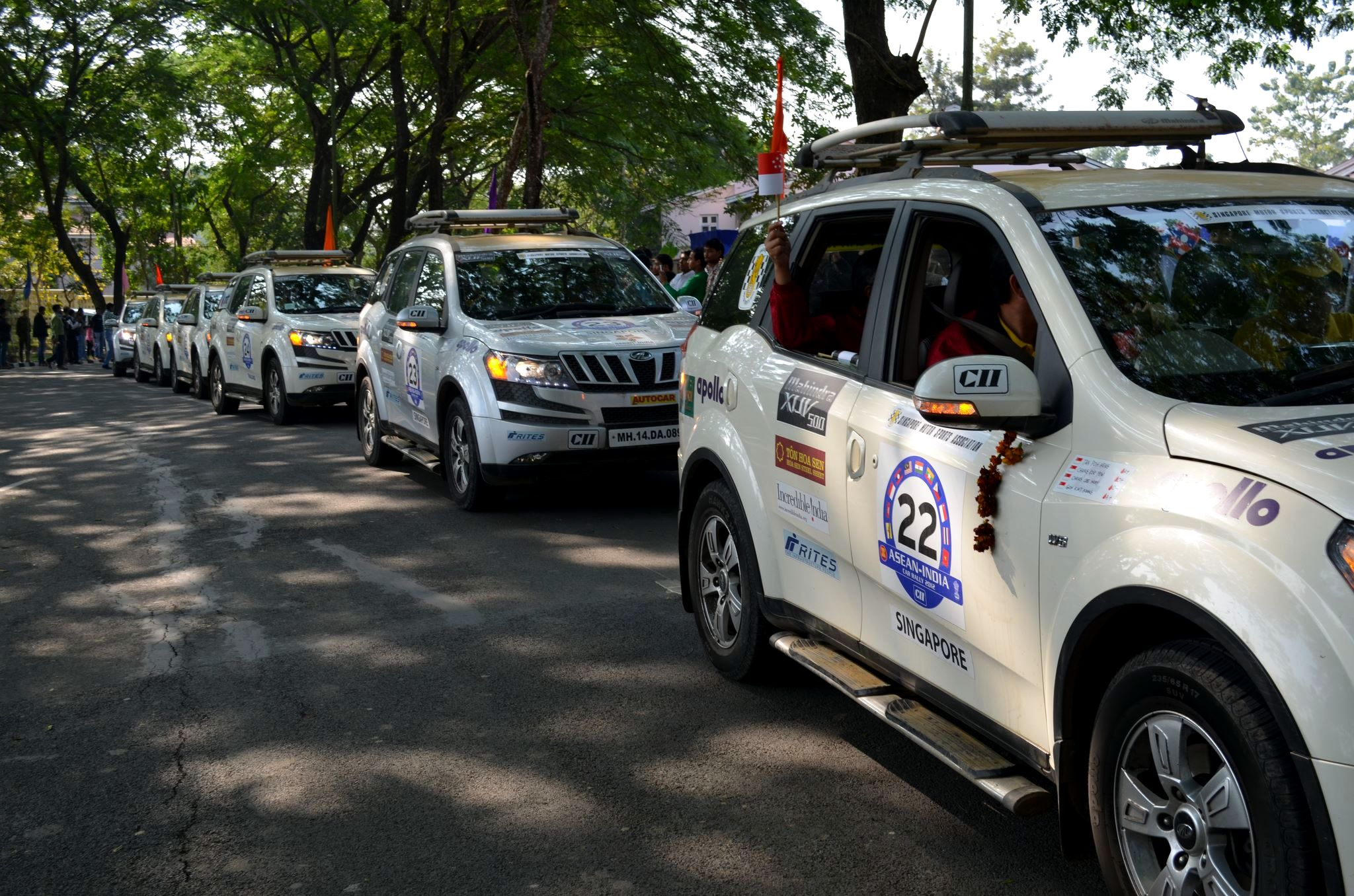
マヒンドラマヒンドラXUV500

鉱業は後述の化石燃料のほか、インド・ウラン公社がウランやトリウムを採掘している。その他種種の金属鉱石が産出される。現在、国営企業であったコール・インディアの株売却が進行しており、このまま民営化するのか注目される。
インドは世界第14位の工業生産国であり、2007年において工業でGDPの27.6パーセント、労働力の17パーセントを占める。経済改革は外国との競争をもたらし、公的部門を民営化しこれまでの公的部門に代わる産業を拡大させ、消費財の生産の急速な拡大を引き起こした。経済改革後、これまで寡占状態で家族経営が常態化し、政府との結びつきが続いていたインドの民間部門は外国との競争、とりわけ、中国製の安価な輸入品との競争に曝されることとなった。コストの削減・経営体制の刷新・新製品の開発・低コストの労働力と技術に依拠することにより、民間部門は変化を乗りきろうとしている 。
製造業の花形である輸送機械産業はオートバイ、スクーター、オート三輪の生産が盛んであり、ヒーロー・モトコープやバジャージ・オート、ホンダなどが生産販売をしている。インドの二輪車市場は年々伸び続け、2012年には中国を抜いて世界第1位（1,300万台以上）で今後も拡大が続くと見られ、2020年までには2,000万台を大きく超えると推測されている。自動車は、タタ・モーターズ、マヒンドラ&マヒンドラ、ヒンドゥスタン・モーターズなどの地場資本の自動車メーカーのほか、スズキやルノーなどが、1991年まであったライセンス・ラージのためインドの地場資本と提携する形で進出している。自動車生産は1994年が24.5万台であったが、2011年には自動車生産台数は393万台で世界第6位で、輸出もしている。造船、航空機製造も成長の兆しを見せている。
石油・エネルギー産業は1984年にボパール化学工場事故を起こしながらも、石油化学を中心に発展を遂げた。インドの財閥系企業リライアンス・インダストリーズ社が1999年に世界最大級の製油所を建設して以降、2002年に東海岸沖合の深海で大規模な天然ガス田を、2006年には同区内の深海鉱区で大規模な原油・ガス田を発見。2004年にはラージャスターン州で複数の油田が発見された。1993年からはONGCが国有化され、海外にも事業を展開している。こうしてインドは全体の需要を上回る石油製品の生産能力を保有するようになり、今日では石油製品の輸出国となっている。
製薬産業や 繊維産業の世界トップクラスの生産国である。鉄鋼業も盛んであり、エレクトロニクス産業もある。

#### 第三次産業
IT時代の到来と英語を流暢に話し教育された多くの若者たちにより、インドはアフターサービスや技術サポートの世界的なアウトソーシングの重要なバックオフィスとなりつつある。ソフトウェアや金融サービスにおいて、高度な熟練労働者の主要な輩出国となっている。
ソフトウェア産業

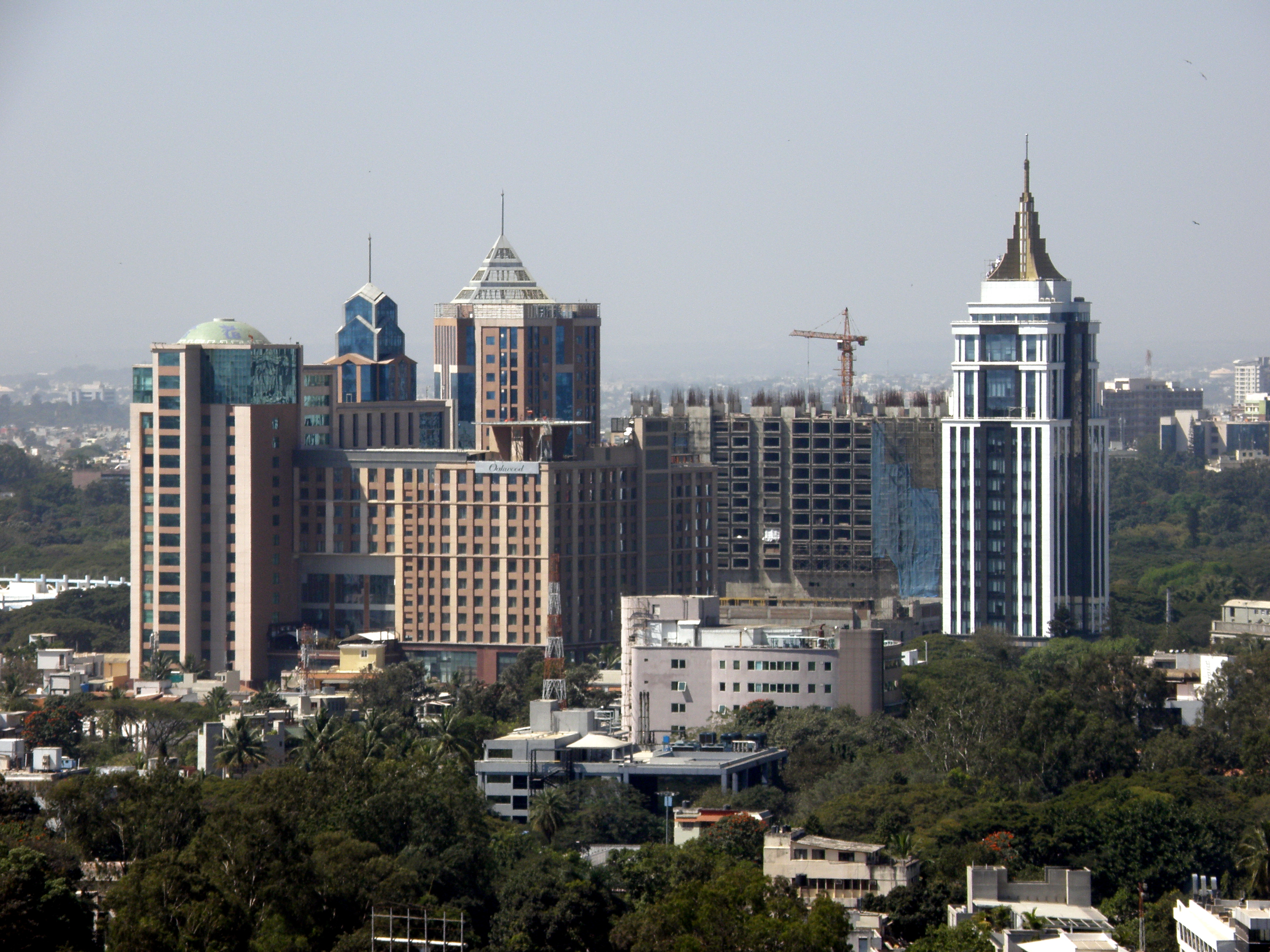
IT企業の集まるベンガルール

近年の高成長は主にIT部門の成長がもたらしている。インドは先進国企業の情報技術導入が進むなかで、ソフトウェアの開発および販売、欧米企業の情報技術関連業務のアウトソーシングの受注を拡大させている。ソフトウェア産業は1990年代を通じて年率50パーセント近い成長を遂げ、IT不況を迎えた21世紀に入っても20パーセント台の順調な成長を続けており、2003年時点では国内GDPの2.6パーセントを占めるまでに至っている。工科系の大学を中心として毎年30万人を超える情報技術者を輩出していることや、労働コストが低廉であること、さらに、インド工科大学やインド科学大学院といった優れた教育機関を卒業後、待遇面のよさなどを背景にアメリカのシリコンバレーなどに移住するインド人技術者は増加傾向にあり、その結果ソフトウェアの輸出と在外居住者からの本国向け送金は、インドの国際収支を支える重要な外貨獲得源となっている。
情報サービス業

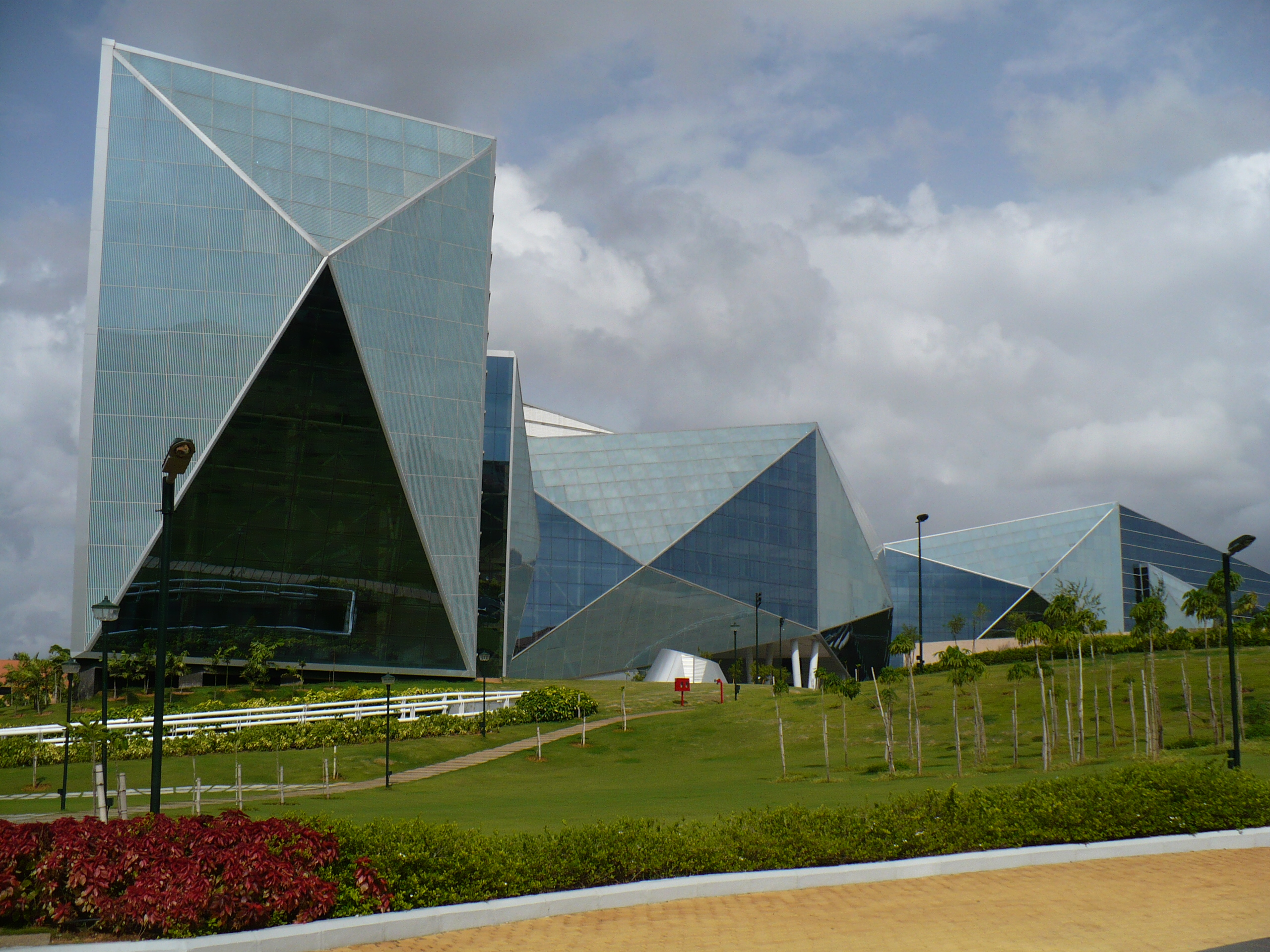
インドの大手IT企業インフォシス社

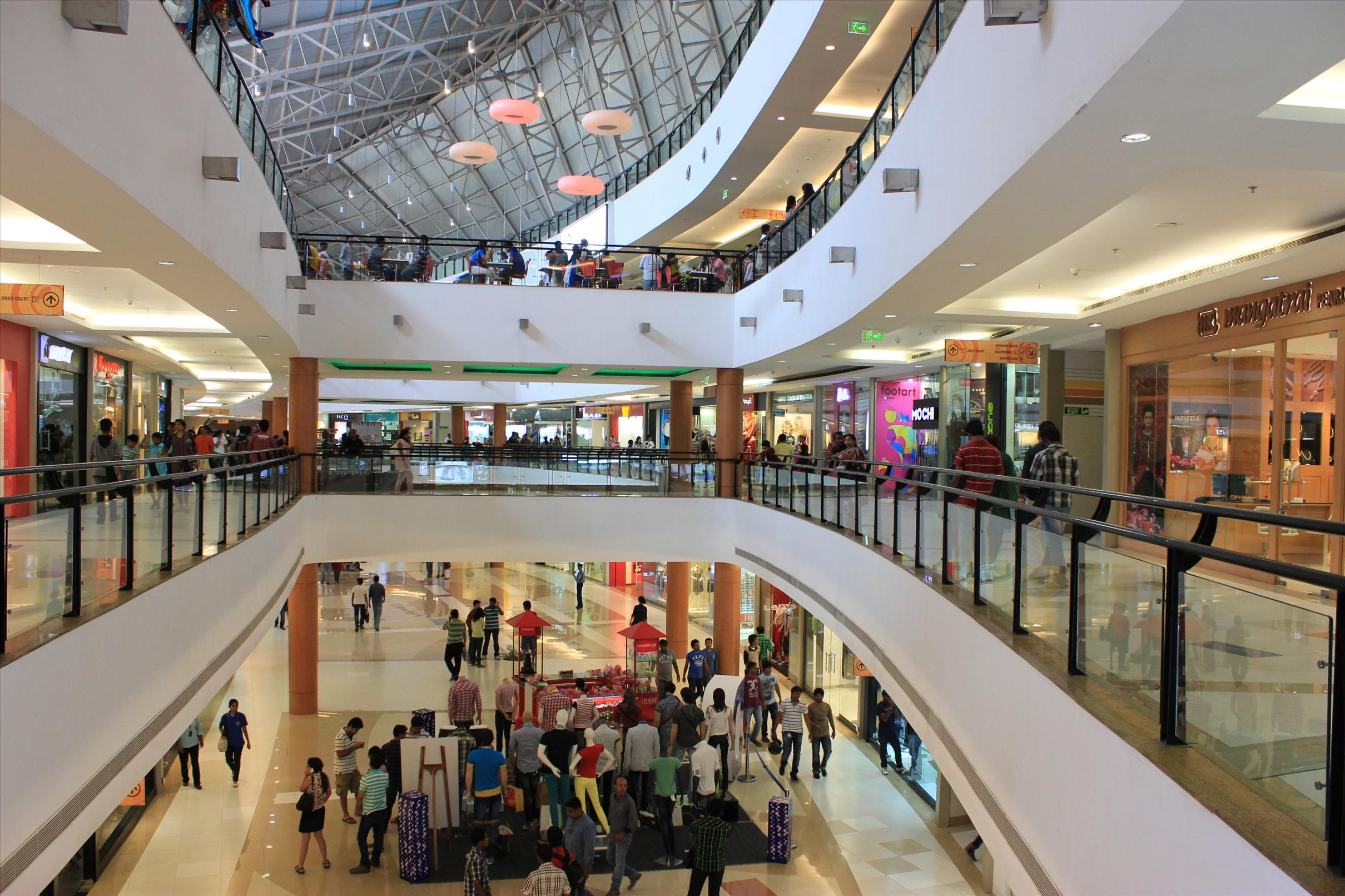
テランガーナ州のショッピングモール

1990年代から2000年代にかけてインド経済を牽引していると言われていたITなど情報サービス業は、2000年代後半には優位性が揺らいできている。また、インド国外だけでなくインド国内にも情報サービス業の大きな市場があるにもかかわらず、インド企業は国外ばかりに目を向けているため、国内市場への欧米企業進出を許している。
当初、インド企業の強みであった低コストは、為替変動と国内の人材不足により優位性を失いつつある。加えて、インド企業に仕事を奪われた欧米企業は、インド国内に拠点を設け、技術者を雇うことによって劣勢であったコストの問題を挽回した。同時に、単なる業務のアウトソーシングに留まらず、ビジネスコンサルティングなどの高度なサービス提供によって差別化を図っている。特にIBMの動きは活発で、企業買収を繰り返しわずか2年でインド国内でも最大規模の拠点を築いた。インド国内市場にも積極的に営業を行っており、市場シェアトップとなっている。
こうした状況に、インド国内からは情報サービス業企業の革新を求める声があがり始めたが、上述の通りインド企業の経営陣は海外にばかり目を向け国内市場には長い間目を向けておらず、エリート意識からインド企業の優位を信じて革新に対する意識は低い状況にあるという。また、ギルフォード証券のアナリスト、アシシュ・サダニはインド企業は25パーセントという高い利益率となっていることを述べたうえで、「それほど高い利益率を維持できるのは、未来のための投資を怠っているということの表れなのだ」と評し、今後の成長のためには目先の利益だけでなく、将来へ向けた投資をしなければならないと指摘している。大学や研究機関などには直径十数メートルから数十メートルのパラボラアンテナが地上や屋上に設えてあり、人工衛星を用いてインターネット接続ができる。現在のインドIT産業の規模は2012年に800億ドル（8兆円）から、14年には1,180億ドル（12兆円）に達する見通しで、これはGDPの8パーセントに相当しており、インド経済を支える柱の一つになっている。
小売業は大型店や電子商取引も育ちつつあるものの、売上高の9割は「キラナ」と呼ばれる零細商店が占める。地場財閥系資本の食品スーパーやハイパーマーケットなどモダン流通店舗も急拡大している。小売業大手のリライアンスリテールはインド国内に1,400店の舗展開しており、都市部にはショッピングモールは珍しくない。
医療ビジネスは、インドの医療レベルは飛躍的に進歩し、欧米で研修をした医師が帰国している。英語が第二公用語であるため、医療関係でも英語圏との結びつきが強い。インドでは海外からの医療観光ツアーのPRが行われており、「アポロホスピタルグループ」はインド内外で38の病院を経営し、4,000人の医師を抱えるインド最大の病院チェーンで、特に心臓手術では施術例5万5,000人、成功率99.6パーセントという実績があり、心臓手術では世界五指に入るという。先進国より破格に治療費が安いことが魅力であり、医療費が高い米国とインドの手術費用を比較すると、米国ではおよそ350万円かかる心臓手術がインドでは80万円程度という4分の1以下の安さである。計画委員会のレポートによると、インドには約60万人の医師と100万人の看護師、200万人の歯科医がおり、そのうち5パーセントが先進国での医療経験を持つ。現在、6万人のインド人医師が米国やイギリス、カナダ、オーストラリアの医療機関で働いているという。世界的に見て医師の水準が高く各国で活躍するインド人医師の数は6万人に上り、イギリスでは外科医の40パーセントがインド人医師で占められ、アメリカにおいても10パーセントを超える外科医がインド人医師である。
他の部門ではバイオテクノロジー、ナノテクノロジー、通信、観光が高成長の兆しを見せている。

### 観光
ジム・コーベット国立公園やハワー・マハル、アンベール城を始めとした数多くの名所を抱えている。

## 交通

### 道路

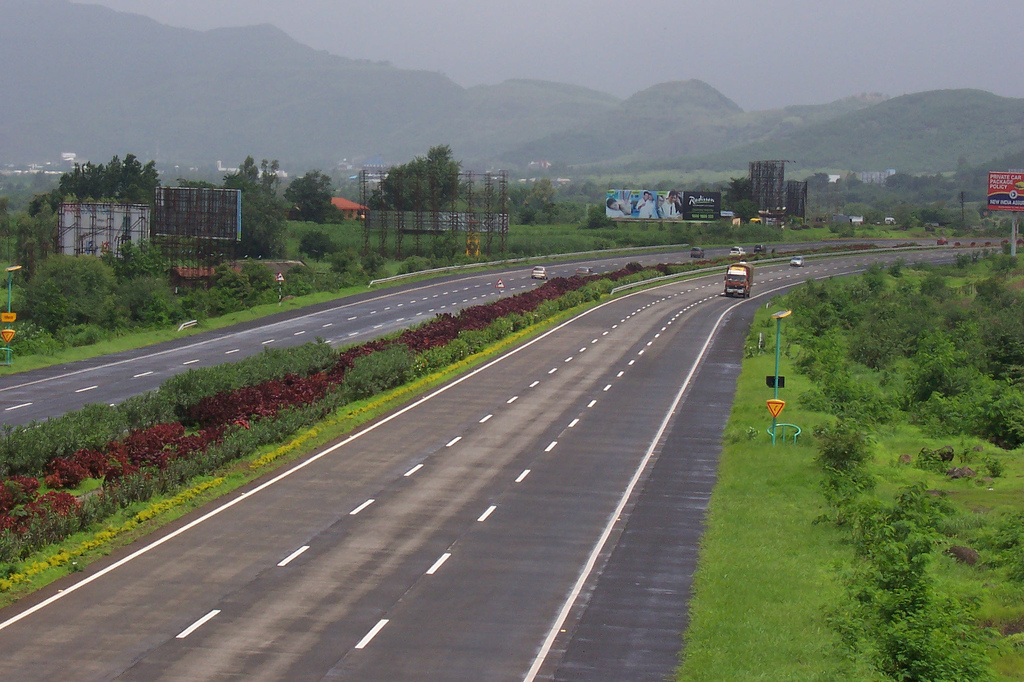
ムンバイ・プネー高速道路

高速道路などは計画・建設中の段階である。デリー、コルカタ、チェンナイ、ムンバイを結ぶ延長約5,800キロメートルの道路（通称「黄金の四角形」）が2006年中に完成した。また、国内を東西方向・南北方向に結ぶ+型の延長約7,300キロメートルの道路（通称「東西南北回廊」）も2007年末に完成する予定である。これらの高速道路は通行料金（Toll）が必要な有料道路（Toll way）であり、ところどころに料金所があるが、一般道と完全に分離しているわけではない。大都市では片道3車線以上で立体交差であるが、数十キロメートル郊外に行けば片道2車線で一般道と平面交差し、近所の馬車や自転車も走る。これ以外の道路も舗装はされているが、メンテナンスが十分でなく路面は凸凹が多い。

### 鉄道

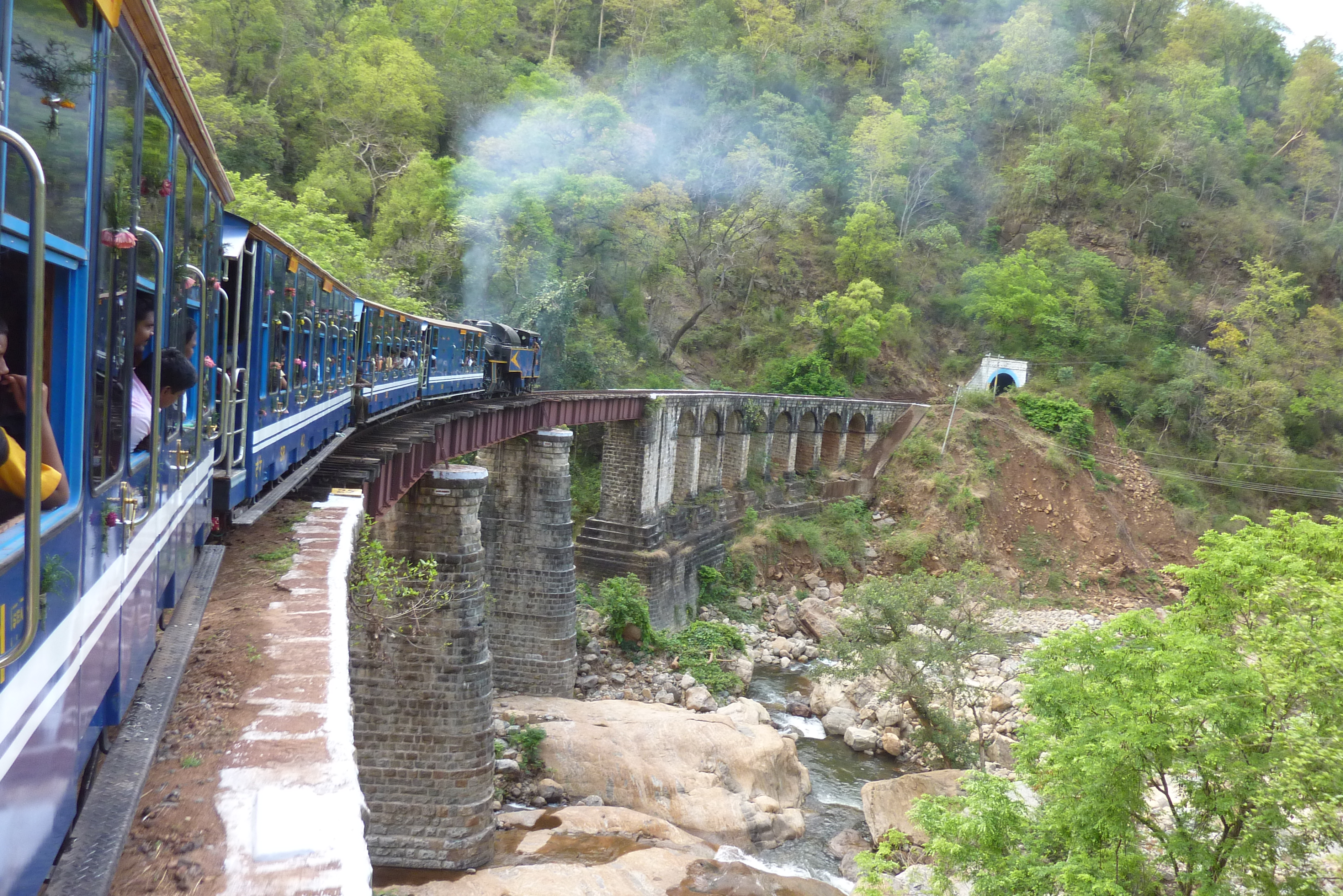
ニルギリ山岳鉄道

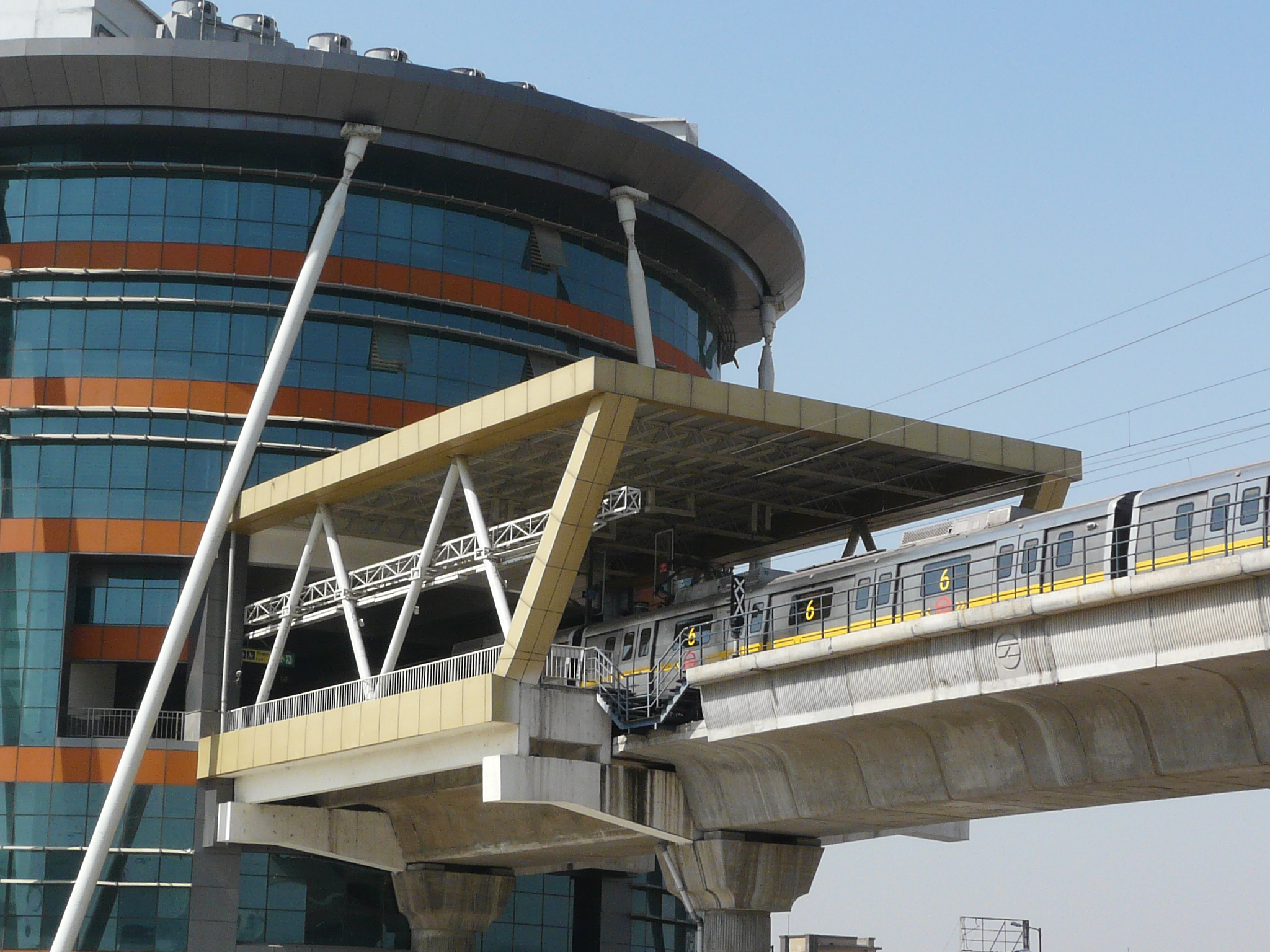
デリーメトロ

インドの鉄道は国有（インド鉄道）であり、総延長は6万2,000キロメートルを超えて世界第5位である。現在では鉄道が移動の主体となっている。そのため、人口の多い都市では屋根に乗ることもしばしばある。経済格差が激しいのにあわせて、使う乗物によってかかる費用が大きく違う（例としてムンバイ、デリー間では、飛行機の外国人料金が6,000ルピーなのに対し、二等の寝台列車は400ルピーである）。また日本の新幹線を基にした高速鉄道や貨物鉄道も計画されている。
インド全土に広がる鉄道網は、以下のように分割管理されている。
- インド北部鉄道（Nothern Railway）
- インド南部鉄道（Southern Railway）：チェンナイ、トリヴァンドラムを含んだ、タミル・ナードゥ州、パーンディッチェーリ連合区、ケララ州、およびアーンドラ・プラデーシュ州の一部に跨る路線。
- インド東部鉄道（Eastern Railway）
- インド西部鉄道（Western Railway）
- インド北東辺境鉄道（Northeast Frontier Railway）
- インド北東部鉄道（North Eastern Railway）
- インド南東部鉄道（South Eastern Railway）
- インド中南部鉄道（South Central Railway）
- インド中部鉄道（Central Railway）
- インド中東部鉄道（East Central Railway）
- インド東海岸鉄道（East Coast Railway）
- インド中北部鉄道（North Central Railway）
- インド北西部鉄道（North Western Railway）
- インド南西部鉄道（South Western Railway）
- インド中西部鉄道（West Central Railway）
- インド南東部中央鉄道（South East Central Railway）：チャッティースガル州のビラースプルを中心とした、同州とマディヤ・プラデーシュ州東部、マハラシュトラ州東部、オリッサ州西端を含む地域の路線。

以下の鉄道は公社化されている。
- コルカタメトロ
- デリーメトロ
- ムンバイ・メトロ
- ベンガルール・メトロ
- コンカン鉄道：マハラシュトラ州のローハーからカルナータカ州のトークールの南方でインド南部鉄道の路線につながる地点までを結ぶ西海岸の路線。

### 航空

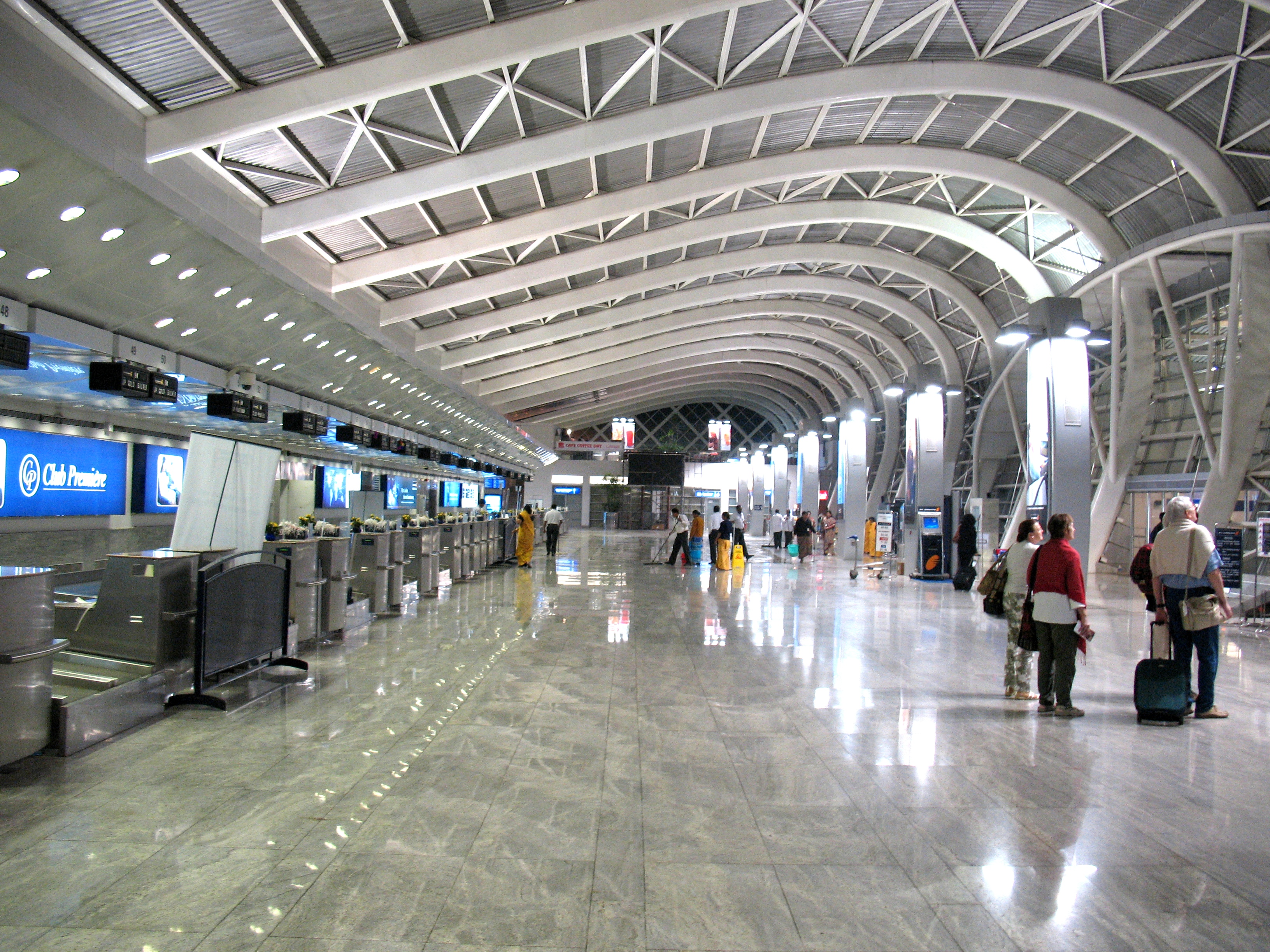
ムンバイのチャットラパティー・シヴァージー国際空港

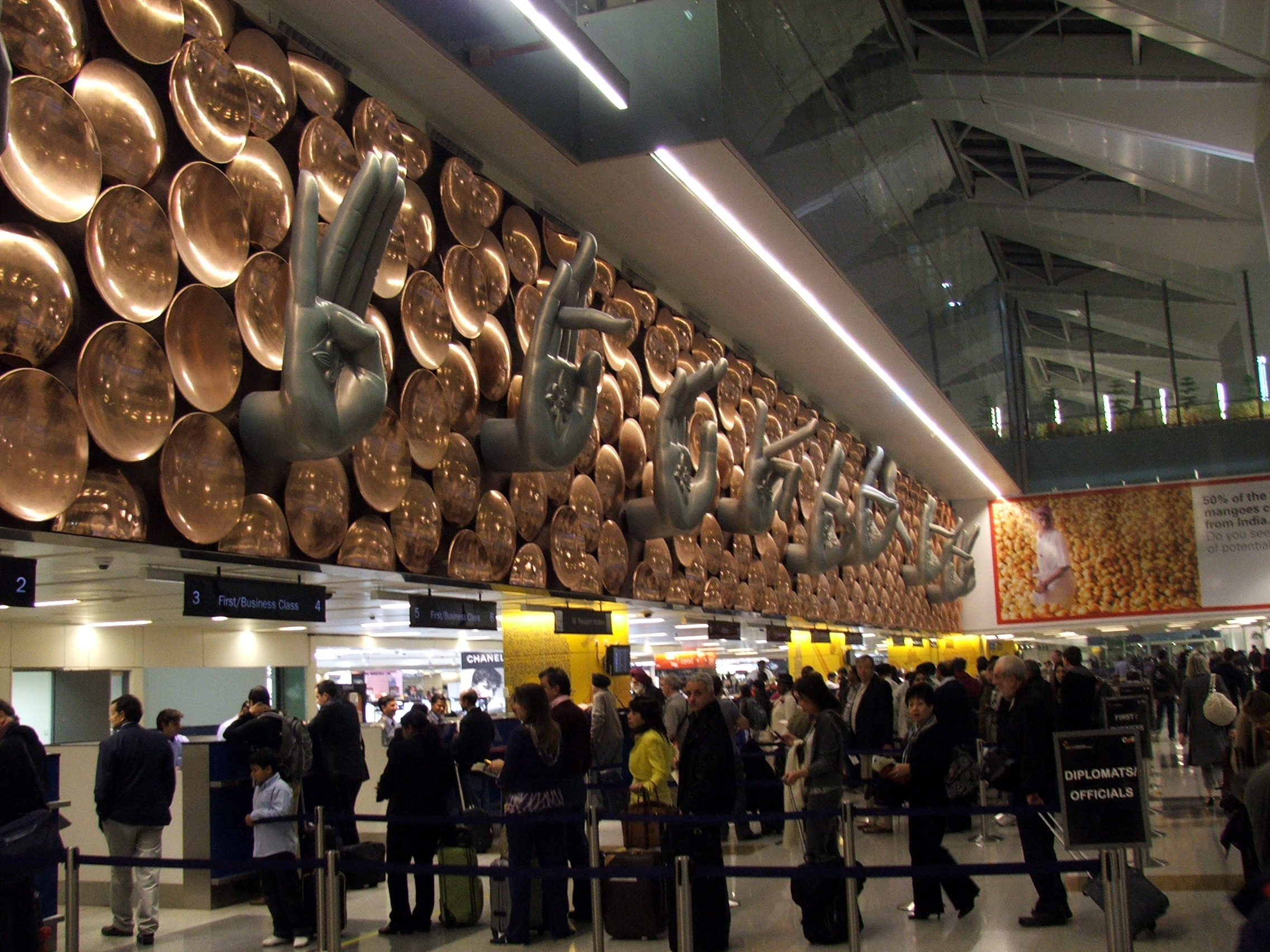
インディラ・ガンディー国際空港

かつて旅客機は一部の富裕層でしか使われていなかったが、2000年代に入り国内大手資本により格安航空会社（LCC）が多数設立され、それにあわせて航空運賃が下がったこともあり中流階級層を中心に利用者が増加している。
航空会社としては以下のものがある。
- エア・インディア（国営のフラッグ・キャリア）
- ジェットエアウェイズ（運航停止中）
- スパイスジェット（格安航空会社）
- ジェットライト（格安航空会社）
- IndiGo（格安航空会社）
- GoAir
- Paramount Airways

首都のニューデリーのインディラ・ガンディー国際空港をはじめ、各地に空港がある。インド政府は、地方都市の割安な航空路線を支援するUDANという制度を設けている。滑走路を備えた空港を整備できない地域も多く、2020年10月末には、グジャラート州アーメダバードとその南東200キロメートルにあるケバディアを結ぶ、インド初の水上飛行機による定期便が就航した。

## 科学技術

### 宇宙開発

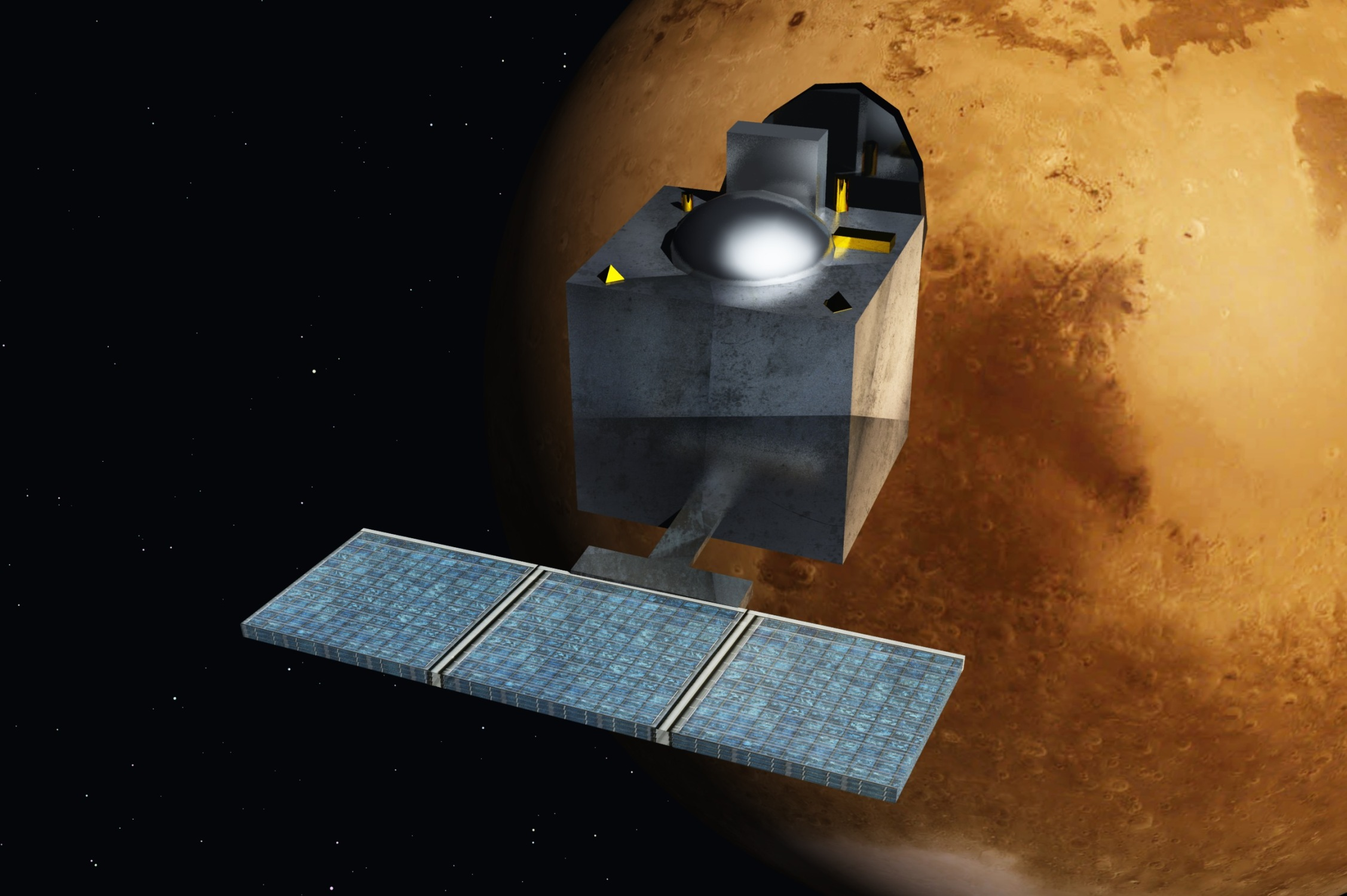
火星探査計画マーズ・オービター・ミッション

チャンドラヤーン1号（サンスクリット語: चंद्रयान-१）はインド初の月探査機である。無人の月探査の任務には軌道周回機とムーン・インパクト・プローブと呼ばれる装置が含まれる。PSLVロケットの改良型のC11で2008年10月22日に打ち上げられた。打ち上げは成功、2008年11月8日に月周回軌道に投入された。可視光、近赤外線、蛍光X線による高分解能の遠隔探査機器が搭載されていた。2年以上にわたる運用が終了し、月面の化学組成の分布地図の作成と3次元の断面図の完成が目的だった。極域において氷の存在を示唆する結果が出た。月探査においてインド宇宙研究機関（ISRO）による5台の観測機器とアメリカ航空宇宙局（NASA）や欧州宇宙機関（ESA）、ブルガリア宇宙局など、他国の宇宙機関による6台の観測機器が無料で搭載された。チャンドラヤーン1号はNASAのLROとともに月に氷が存在する有力な手がかりを発見した。
2013年11月5日、最初の火星探査機打ち上げに成功した。正式名称は「マーズ・オービター・ミッション」で、通称として「マンガルヤーン」と呼ばれている。2014年9月24日に火星の周回軌道に投入され、アジアで初めて成功した火星探査機となった。

## 国民

### 人口

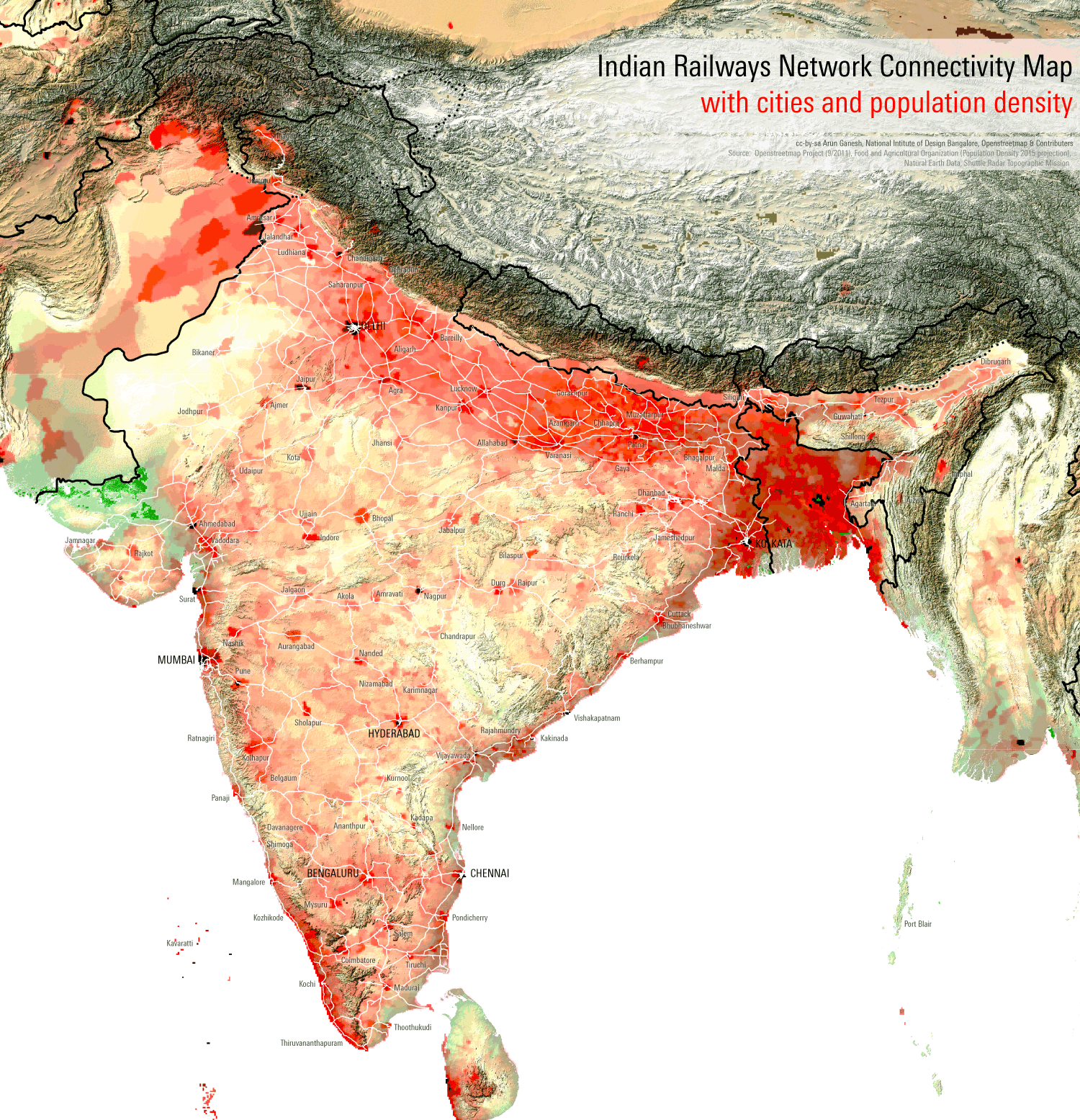
インドの鉄道網と人口密度を示した地図。特に北部に人口が集中している。

2023年国勢調査の人口は14億2000万人 であり、総人口は世界第2位の中華人民共和国（14億1,000万人）より僅かに多く、世界第1位である。人口密度は中国の3倍であり、日本よりも高く過密である。
インドの人口は1950年以降、毎年1,000万から1,500万人の勢いで増加し続け、政府による人口抑制策を実施したが、2005年には11億人を突破した。国連の予測では今後もこのペースで増加すると考えられており、2023年に中国を追い抜き、世界一の人口を擁する国となった。ただし、2030年代以降は毎年500万から700万人増と人口増加はやや鈍化すると予想されている。
インドは増える若年層に十分な雇用や生活インフラを提供できておらず、地域間の出稼ぎも多い。このため一部の州は、子供が2人以下の世帯を経済的に優遇するなど人口抑制策をとっている。インド全体の人口増加率は、1971年から2001年までに、2%台から1%台の1.97%に下落している。

インドの人口ピラミッド（2017年）

| 年   | 人口（万人） | 増加率 (%) |
| ---- | ------------ | ---------- |
| 1950 | 3億5,756     | ×          |
| 1960 | 4億4,234     | 2.2        |
| 1970 | 5億5,491     | 2.3        |
| 1980 | 6億8,885     | 2.2        |
| 1990 | 8億4,641     | 2.1        |
| 2000 | 10億169      | 1.9        |
| 2005 | 11億337      | ×          |
| 2007 | 11億3,104    | ×          |
| 2010 | 11億7,380    | 1.4        |
| 2020 | 13億1,221    | 1.1        |
| 2030 | 14億1,657    | 0.8        |
| 2040 | 14億8,571    | 0.5        |
| 2050 | 15億9,000    | 0.3        |
| 2100 | 17億9,000    | 0.3        |

### 人種・民族
インド亜大陸の民族については、インド・ヨーロッパ語族、ドラヴィダ語族、オーストロアジア語族、モンゴロイド系のシナ・チベット語族の4つに大別されるが、人種的には約4000年前から混血している。
大半がインド・アーリア語系の分布で、南はドラヴィダ族が分布し、オーストロアジア語族、シナ・チベット語系は少数な分布となっている。
Y染色体やMtDNAの研究結果によると、インド人の大半は南アジア固有のハプログループを有している。
ミャンマーと国境が接している北東部は、チベット・ビルマ語族の民族がいる。

### 言語
| 言語             | 第一言語者数 （万人） | 第一言語割合 % | 第二言語者数 （万人） | 第三言語者数 （万人） | 総話者数 （万人） | 総話者数÷人口 % |
| ---------------- | --------------------- | -------------- | --------------------- | --------------------- | ----------------- | --------------- |
| ヒンディー語     | 5億2835               | 43.63          | 1億3900               | 2400                  | 6億9200           | 57.10           |
| 英語             | 000026                | 00.02          | 008300                | 4600                  | 1億2900           | 10.60           |
| ベンガル語       | 009724                | 08.30          | 000900                | 0100                  | 1億0700           | 08.90           |
| マラーティー語   | 008303                | 07.09          | 001300                | 0300                  | 009900            | 08.20           |
| テルグ語         | 008113                | 06.93          | 001200                | 0100                  | 009500            | 07.80           |
| タミル語         | 006903                | 05.89          | 000700                | 0100                  | 007700            | 06.30           |
| ウルドゥー語     | 005077                | 04.34          | 001100                | 0100                  | 006300            | 05.20           |
| グジャラート語   | 005549                | 04.74          | 000400                | 0100                  | 006000            | 0500            |
| カンナダ語       | 004371                | 03.73          | 001400                | 0100                  | 005900            | 04.94           |
| オリアー語       | 003752                | 03.20          | 000500                | 0039                  | 004300            | 03.56           |
| パンジャーブ語   | 003312                | 02.83          | 000223                | 0072                  | 003660            | 0300            |
| マラヤーラム語   | 003484                | 02.97          | 000050                | 0021                  | 003600            | 02.90           |
| サンスクリット語 | 0                     | 000            | 000123                | 0196                  | 000319            | 00.19           |

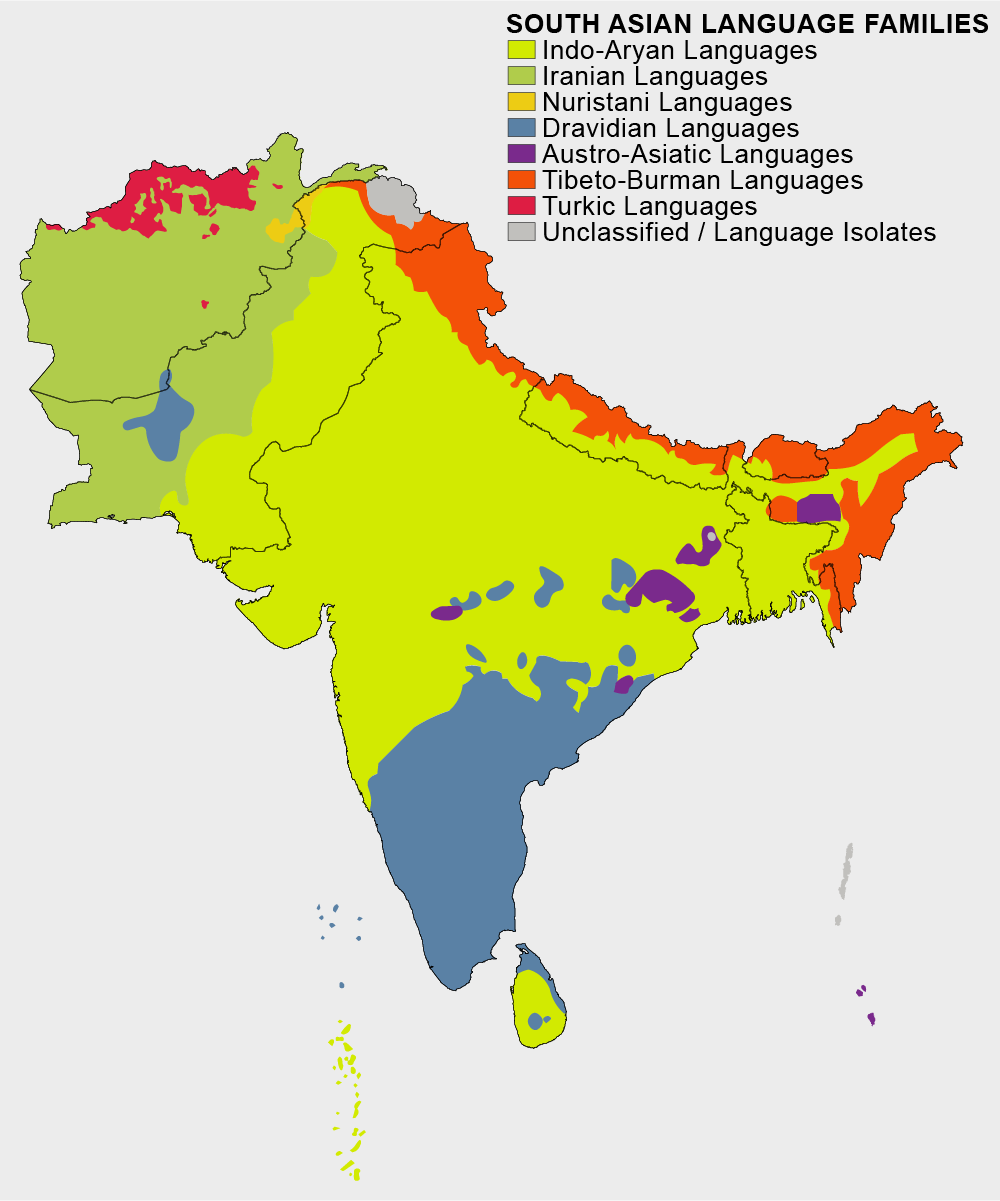
南アジアの言語の分布（緑＝インド・アーリア語派、暗緑＝イラン語派、黄＝ヌーリスターン語派、青＝ドラヴィダ語族、橙＝チベット・ビルマ語族、紫＝オーストロアジア語族）

インドはヒンディー語を連邦公用語とする。ヒンディー語圏以外では各地方の言語が日常的に話されている。
インドで最も多くの人に日常話されている言葉はヒンディー語で、約4億人の話者がいると言われ、インドの人口の約40パーセントを占める。
方言を含むと800種類以上の言語が話されているインドでは、地域が異なればインド人同士でも意思疎通ができない場合がある。
植民地時代に家では英語だけで子供を育てたことなどから、英語しか話せない人もいる。しかし一方で、地域や階級によっては英語がまったく通じないこともしばしばである。
1991年の国勢調査によると、17万8,598人（調査対象者の0.021パーセント）が英語を母語にしており、9,000万人以上（同11パーセント）が英語を第一、第二、ないし第三の言語として話すとしている。インド社会は国内コミュニケーションの必要上から第二公用語の英語を非常に重視しており、結果として国民の英語能力は総じて高い。インドの大学では全て英語で講義を受けるため、インド人学生の留学先に旧イギリス植民地などの英語圏が圧倒的に人気が高い。
インド憲法には1950年の憲法施行後15年で英語を公用語から除外するとしている。現在、憲法はヒンディー語で翻訳され、正文とされているが、15年を経過しても英語を除外することができず、公用語法において英語の使用を無期限延長することとしている。
ただし地名に関しては英語離れとでもいうべき動きが進んでおり、ボンベイ、カルカッタ、マドラスという大都市は、それぞれムンバイ、コルカタ、チェンナイという現地語の名称へと公式に改められた。こうした傾向はインド国内でのナショナリズムの拡大・浸透が続く限り進むものと見られるが、連邦公用語のヒンディー語はいまだ全国に浸透していない。特にインド南部タミル・ナードゥ州などではヒンディー語を連邦公用語とすることへの反発が強い。
インドの言語は北部のインド・ヨーロッパ語族インド語派と南部のドラヴィダ語族に大きく分かれる。ドラヴィダ語族の言語は主に南部のアーンドラ・プラデーシュ州、カルナータカ州、ケララ州、タミル・ナードゥ州で話され、それ以外の地域がインド・ヨーロッパ語族に含まれる。このように北部と南部とで言語が大きく異なっているため、インド・ヨーロッパ語族に含まれるヒンディー語がドラヴィダ語族の人々への浸透の遅れる原因ともなっている。
1980年代以降のヒンドゥー・ナショナリズムの高まりとともに、サンスクリットを公用語にしようという動きも一部で高まっている。もともと中世以前においてはインド圏の共通語であったと考えられているサンスクリットは、各地方語の力が強まりその役割が果たされなくなったあとも、上位カーストであるブラフミンの間では基礎教養として身につけられてきたという経緯がある。しかし古い言語であるだけに、現在（学者・研究者による会議の席上や特殊なコミュニティなどを除けば）日常語として話している人はほとんどおらず、またその複雑さゆえに同言語の学習に多年を要することなどもあり、実際の普及は滞っているのが現状である。

#### 連邦公用語
インド憲法第343条1項により、連邦公用語はデーヴァナーガリー文字で書かれたヒンディー語と定められている。
多言語社会であるインドにおいて、国家が国民統合を推し進めるうえで、また実際に行政運営を行ううえで言語は常に重要な位置を占める。独立運動の過程では、植民地の行政言語（公用語）であった英語に代わって、北インドを中心に広く通用するヒンドゥスターニー語を新たに独立インドの象徴として積極的に採用していこうというガンディーらの意見があり、それが反映された。憲法起草段階から現在に至るまで南部のタミル・ナードゥ州を中心に反対意見が根強いが、連邦政府は折につけ各地でヒンディー語の普及を推し進めている。
それ以外にもインド憲法の第8付則では22言語が列挙され、「指定言語」（Scheduled languages） や「第8付則言語」と呼ばれる）。
これら22言語は、憲法によって「公用語」として規定されているわけではなく、あくまで「公的に認定された言語」という曖昧な位置づけに留まっている。たとえば、サンスクリット語やシンディー語などはいずれの州でも公用語として採用されておらず、また逆にミゾラム州の公用語の一つであるミゾ語などは、この22言語の中に含まれていない。
公的に認定された言語
- アッサム語
- ウルドゥー語
- オリヤー語
- カシミール語 （ジャンムー・カシミール連邦直轄領に話者がいるが、州の公用語とはしていない）
- カンナダ語
- グジャラート語
- コーンカニー語
- サンスクリット語 （古典言語であるため日常語としての話者はほとんどいない）
- サンタル語
- シンディー語 （グジャラート州に話者がいるが、州の公用語とはしていない）
- タミル語
- テルグ語
- ドグリ語
- ネパール語
- パンジャーブ語
- ヒンディー語
- ベンガル語
- ボド語
- マイティリー語
- マニプリ語 （マニプル州の第二公用語としてのみ使用されている）
- マラーティー語
- マラヤーラム語

#### 州・連邦首都圏・連邦直轄領の公用語
第二公用語は除く。憲法第8附則に明記されている言語、および連邦公用語は太字で示す。英語は全ての地方の公用語となっている。
- アッサム州 （英語、アッサム語）
- アルナーチャル・プラデーシュ州 （英語）
- アーンドラ・プラデーシュ州 （英語、テルグ語）
- ウッタラーカンド州 （英語、ヒンディー語）
- ウッタル・プラデーシュ州 （英語、ヒンディー語）
- オリッサ州 （英語、オリヤー語）
- カルナータカ州 （英語、カンナダ語）
- グジャラート州 （英語、グジャラート語、ヒンディー語）
- ケララ州 （英語、マラヤーラム語）
- ゴア州 （英語、コーンカニー語、マラーティー語）
- シッキム州 （英語、ネパール語）
- ジャールカンド州 （英語、ヒンディー語）
- タミル・ナードゥ州 （英語、タミル語）
- チャッティースガル州 （英語、ヒンディー語）
- トリプラ州 （英語、ベンガル語、コクバラ語）
- ナガランド州 （英語）
- 西ベンガル州 （英語、ベンガル語）
- ハリヤーナー州 （英語、ヒンディー語）
- パンジャーブ州 （英語、パンジャーブ語）
- ビハール州 （英語、ヒンディー語）
- ヒマーチャル・プラデーシュ州 （英語、ヒンディー語）
- マディヤ・プラデーシュ州 （英語、ヒンディー語）
- マニプル州 （英語、マニプリ語）
- マハラシュトラ州 （英語、マラーティー語）
- ミゾラム州 （英語、ミゾ語）
- メーガーラヤ州 （英語）
- ラージャスターン州 （英語、ヒンディー語）

連邦首都圏と連邦直轄領
- デリー首都圏 （英語、ヒンディー語）
- アンダマン・ニコバル諸島連邦直轄領 （英語、ヒンディー語）
- ジャンムー・カシミール連邦直轄領 （英語、ヒンディー語、ウルドゥー語）
- ダードラー及びナガル・ハヴェーリー連邦直轄領 （英語）
- ダマン・ディーウ連邦直轄領 （英語、グジャラート語）
- チャンディーガル連邦直轄領 （英語）
- ポンディシェリ連邦直轄領 （英語、タミル語、テルグ語、マラヤーラム語）
- ラクシャドウィープ連邦直轄領 （英語）
- ラダック連邦直轄領 （英語、ヒンディー語、チベット語、ラダック語）

### 婚姻
インドにおける結婚式は、地方や宗教、地域社会によって異なる面がある。また、その違いには新郎新婦の個人的な嗜好も絡んで来る場合がある 。
インドは年間約1,000万件の結婚式を祝っており 、その内の約80％がヒンドゥー教の結婚式で占められている。
一方で、インドは児童婚大国の1国と見做されるほど、児童婚が広く蔓延している現状がある。児童婚の程度と規模については、情報源の間で推定が広く異なっている。例えばUNICEFによる2015年から2016年の報告書はインドの児童婚の割合を27%であると推定した。
また幾つかの州では結婚を遅らせようとするインセンティブを導入している。

### 人名
インドにおける姓は、地域毎に異なる様々な制度と命名規則に基づく形で成立している。名前は宗教やカーストの影響も受け、宗教や叙事詩から引用される場合もある。
また、パキスタン・バングラデシュなどのイスラム諸国との国境付近ではムハンマドという人名が多い。

### 教育
2002年の憲法改正および、2009年の無償義務教育権法により、6 - 14歳の子どもに対する初等教育の義務化、無償化が図られている。後期中等教育（日本の高等学校に相当）は2年制と4年制に分かれている。高等教育を受けるために大学へ進学するには、4年制の高校で学ぶ必要がある。インドの学校は日本などと同じ4月入学を採用している。
インドの教育は公立の場合には、連邦公用語たるヒンディー語と現地の言語で行われている。さらに21世紀突入以降は、事実上の世界共通語にして旧宗主国の公用語でもある英語の授業が早期に行われるようになった。ニューデリーの公立学校では初等教育から教授言語が英語である。インドの私立学校では初等教育から英語で教育が行われている。

## 宗教

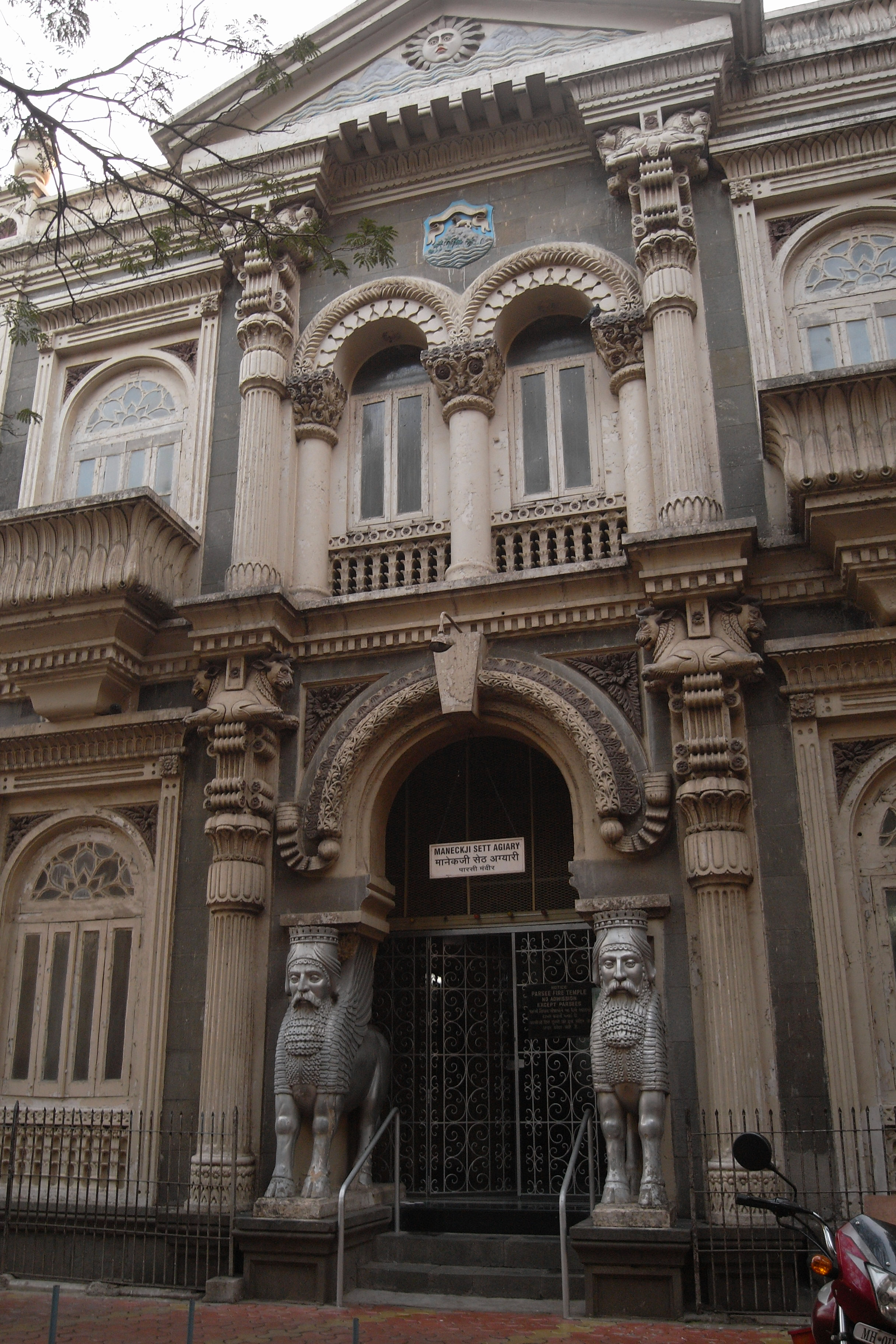
ムンバイのゾロアスター教寺院

インドの人口に占める各宗教の割合はヒンドゥー教徒79.8パーセント、イスラム教徒14.2パーセント、キリスト教徒2.3パーセント、シク教徒1.7パーセント、 仏教徒0.7パーセント、ジャイナ教徒0.4パーセント（2011年国勢調査）。また、『ブリタニカ国際年鑑』2007年版によれば、ヒンドゥー教徒73.72パーセント、イスラム教徒11.96パーセント、キリスト教徒6.08パーセント、シク教徒2.16パーセント、仏教徒0.71パーセント、ジャイナ教徒0.40パーセント、アイヤーヴァリ教徒0.12パーセント、ゾロアスター教徒0.02パーセント、その他1.44パーセントである。

### ヒンドゥー教徒
ヒンドゥー教徒の数はインド国内で8.3億人、その他の国の信者を合わせると約9億人とされ、キリスト教、イスラム教に続いて、人口の上で世界で第3番目である。
ヒンドゥー教はバラモン教から聖典やカースト制度を引き継ぎ、土着の神々や崇拝様式を吸収しながら徐々に形成されてきた多神教である。ヴェーダ聖典を成立させ、これに基づくバラモン教を信仰した。紀元前5世紀ごろに政治的な変化や仏教の隆盛があり、バラモン教は変貌を迫られた。その結果、バラモン教は民間の宗教を受容・同化してヒンドゥー教へと変化していった。ヒンドゥー教は紀元前5 - 4世紀に顕在化し始め、紀元後4 - 5世紀に当時優勢であった仏教を凌ぐようになり、以降はインドの民族宗教として民衆に広く信仰され続けてきた。神々への信仰と同時に輪廻や解脱といった独特な概念を有し、四住期に代表される生活様式、身分（ヴァルナ）・職業（ジャーティ）までを含んだカースト制などを特徴とする宗教である。
世界最大の党員数（一億人以上）を有するインド人民党（BJP）の母体となっているのが、ヒンドゥー至上主義団体民族義勇団であり、党首のナレンドラ・モディも同団体出身者である。RSSやモディ政権によるインドと国内外における非ヒンドゥー教徒などへの弾圧が問題化している。

### ジャイナ教
ジャイナ教とは、マハーヴィーラ（ヴァルダマーナ、前6世紀 - 前5世紀）を祖師と仰ぎ、特にアヒンサー（不害）の誓戒を厳守するなどその徹底した苦行・禁欲主義をもって知られるインドの宗教。仏教と異なりインド以外の地にはほとんど伝わらなかったが、その国内に深く根を下ろし、およそ2500年の長い期間にわたりインド文化の諸方面に影響を与え続け、今日もなおわずかだが無視できない信徒数を保っている。

### 仏教
仏教発祥の地であるが、信仰者はごくわずかである。
1203年のイスラム教徒ムハンマド・バフティヤール・ハルジー将軍によるヴィクラマシーラ大僧院の破壊により、僧院組織は壊滅的打撃を受け、インド仏教は、ベンガル地方でベンガル仏教徒とよばれる小グループが細々と命脈を保つのみとなった。
一説では、東南アジア・東アジアに仏教が広まったのは、インドで弾圧された多くの仏教関係者が避難したためとされる。
1956年、インド憲法起草者の一人で初代法務大臣を務めたアンベードカルが死の直前に、自らと同じ50万人の不可触民とともに仏教徒に改宗し、インド仏教復興の運動が起こった。
チベット仏教
ラダック連邦直轄領、ヒマーチャル・プラデーシュ州の北部、シッキム州など、チベット系住民が居住する地方では、チベット仏教が伝統的に信仰されている。

### シク教
16世紀にグル・ナーナクがインドで始めた宗教。シクとはサンスクリット語の「シシュヤ」に由来する語で、弟子を意味する。それにより教徒たちはグル・ナーナクの弟子であることを表明している（グルとは導師または聖者という意味である）。総本山はインドのパンジャーブ州のアムリトサルに所在するハリマンディル（ゴールデン・テンプル、黄金寺院）。教典は『グル・グラント・サーヒブ』と呼ばれる1,430ページの書物であり、英語に翻訳されインターネットでも公開されている。

### イスラム教
イスラム教徒（ムスリム）もインド国内に多数おり、インド国内ではヒンドゥー教に次ぐ第2位の勢力である。インドネシア、パキスタンについで、インドは世界第3位のムスリム人口を擁する。ヒンドゥー教から一方的に迫害されることはないが、ヒンドゥー教徒の力が強いためにイスラム教徒との勢力争いで暴動が起きることもある。そのためイスラム教徒がヒンドゥー教の寺院を破壊したり、その逆にヒンドゥー教徒がイスラム教のモスクを破壊したりといった事件も後を絶たない。近年はイスラム主義過激派によるテロも頻発している。

### キリスト教
インドのキリスト教徒の多くはローマ・カトリック教会に属しており、インド南部のゴア州やケララ州などに集中している。これはイギリス統治時代以前のポルトガルのインド侵略による影響が大きい。インドでは東方教会の一派であるトマス派が存在しており、マイノリティであるものの、一定の影響力を維持してきた。これとは断絶する形で、イギリスの植民地化以降はカトリックやプロテスタント諸派の布教が進み、トマス派を含めて他宗派の住民が改宗し、プロテスタントでは20世紀に北インド（合同）教会（Church of North India）、南インド（合同）教会などが起こった。

### ゾロアスター教
サーサーン朝の滅亡を機にイスラム化が進んだイランでは、ゾロアスター教徒の中にはインド西海岸のグジャラート地方に退避する集団があった。Qissa-i Sanjanの伝承では、ホラーサーンのサンジャーンから、4つあるいは5つの船に乗ってグジャラート州南部のサンジャーンにたどり着き、現地を支配していたヒンドゥー教徒の王ジャーディ・ラーナーの保護を得て、周辺地域に定住することになったといわれる。グジャラートのサンジャーンに5年間定住した神官団は、使者を陸路イラン高原のホラーサーンに派遣し、同地のアータシュ・バフラーム級聖火をサンジャーンに移転させたといわれている。インドに移住したゾロアスター教徒は、現地でパールシー（「ペルシア人」の意）と呼ばれる集団となって信仰を守り、以後、1000年後まで続く宗教共同体を築いた。彼らはイランでは多く農業を営んでいたといわれるが、移住を契機に商工業に進出するとともに、土地の風習を採り入れてインド化していった。

## 社会

### 社会問題
金融
現在、次に列挙する深刻な腐敗が指摘されている。株式ブローカーのHarshad MehtaとKetan Parekh、金融インフラSatyam スキャンダル、Chain Roop Bhansali のミューチュアル・ファンド、複合企業主のSubrata Roy、Saradha Group の金融スキャンダル、NSEL をめぐる金融犯罪、石炭割当をめぐる政治スキャンダル、2G周波数システム設計を政府がN・M・ロスチャイルド&サンズに募らせるなどのモバイルをめぐる数々の癒着。2016年4月から12月にかけてインド準備銀行が実施した金融犯罪統計で、ICICI銀行が最大件数となり、SBIホールディングス、スタンダード・チャータード銀行、HDFCが順に続いた。
貧困
2004年から高度成長期に入り、2010年には中間層が2億4,000万人と増加した反面、1日65ルピー未満で暮らす貧困人口は3億人を超えており、貧困に苦しむ人が多い。アジア開発銀行が2011年に発表した予想によれば、インドの中間層が向こう15年間で人口の7割に達するとの見方もある。2009年 - 2010年の国立研究所調査では、都市部で中間層世帯が初めて貧困層を上回った。インド政府は年成長率9パーセントを目標に2012年からの第12次5か年計画で約1兆ドルのインフラ整備計画を打ち出しており、発電所、鉄道、飛行場、港湾、都市交通道路の設備投資も急速に進めると同時に、貧困層を10パーセント削減する予定だった。世界銀行によれば、貧困率（一日2.15ドル未満で暮らしている人の割合）は、1993年には47.6％であったが、2004年には39.9%となり、2019年には10%にまで低下している 。
汚職
2019年に行われた独立系の反汚職組織の調査では、過去1年の間、賄賂を支払った経験があるとする国民は少なくとも2人に1人の割合になると報告された。特に汚職が著しいのは不動産登記や土地問題の分野で、４分の１以上が関連当局に支払ったと回答した。警察が１９％で、税務当局、運輸関連や自治体関連企業などが後に続いた 。
電力供給

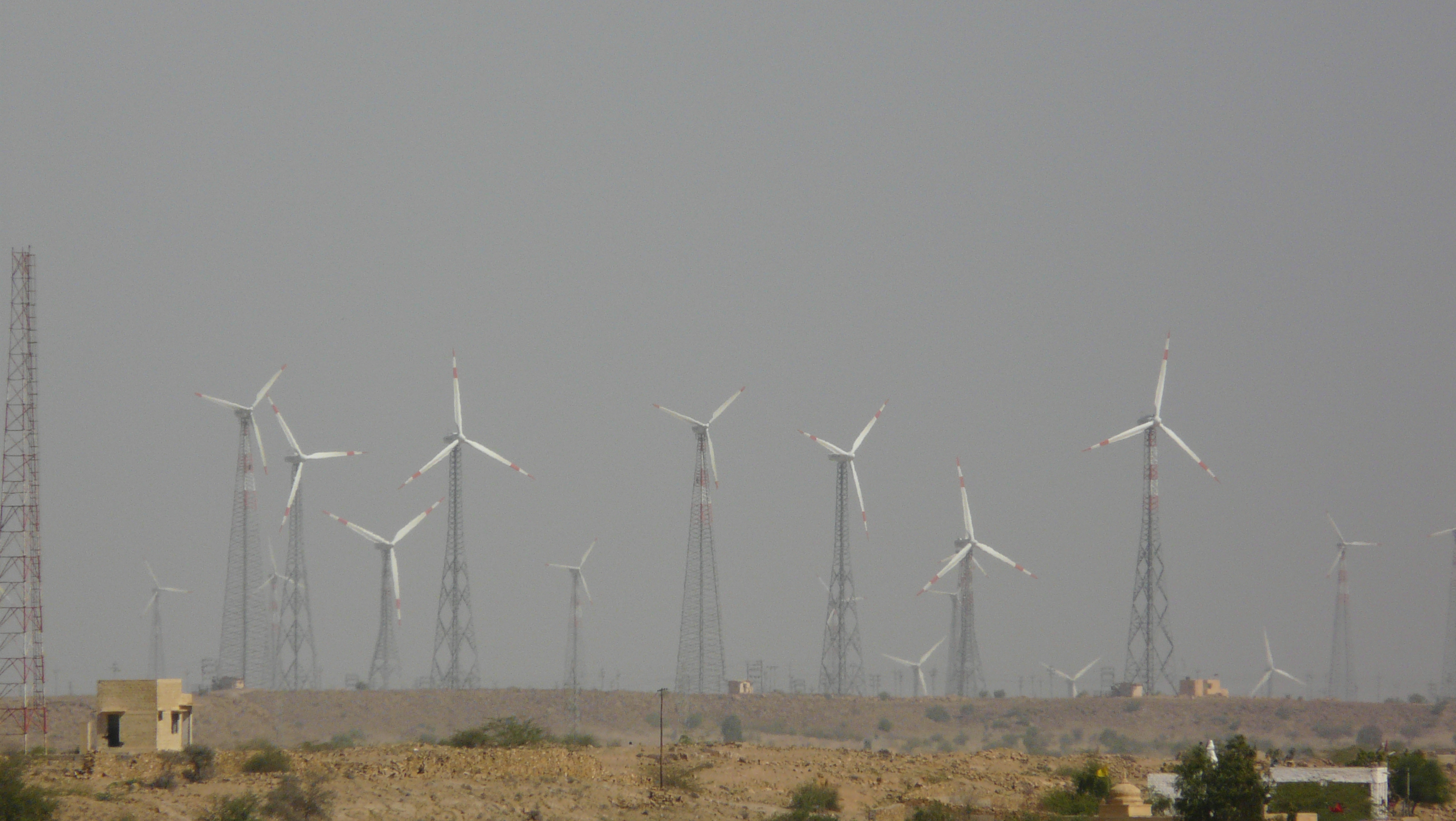
砂漠地帯の風力発電パーク

電力の供給能力は経済成長に追いつけず、日常的に停電が発生する。インドの経済成長の主軸とされるIT産業にとって不可欠な通信設備の普及も立ち遅れている。
大気汚染
インドでは急速な経済発展に伴って世界最悪の大気汚染が起きており、2018年時点で世界保健機関によれば世界で最も大気汚染が深刻な14都市のすべてはインドである。大気汚染対策として二輪車および三輪タクシーなどの電気自動車化を推し進めている。インドの公的調査機関「科学環境センター」は大気汚染の最大要因を車の排気ガスと分析する。特に 12月中旬から2月中旬に北インドで発生する濃霧期間は、風が吹かず大気汚染が酷くなる傾向にある。対策として欧州連合（EU）の排ガス規制「ユーロ4」に相当する排ガス規制「バーラト・ステージ（BS4）」が導入されている。エネルギー価格の高騰は2018年現在も解消されておらず、国民生活を圧迫する政治問題となっている。
衛生
インドではトイレを持たない家庭も多く、政府は屋外排泄行為根絶を目指す「クリーン・インディア」政策を2014年から進めている。
ナクザリズムとテロリズム
インドは長い間、テロの被害を受け続けている。インド政府内務省によると、インド国内のいくつかの州は戦闘行為やナクザリズムの影響を受けており、特にジャンムー・カシミール州、オリッサ州、チャッティースガル州、ジャールカンド州、および北東部の7つの姉妹州が危険な状況に見舞われている。2012年には、国内640地区のうち少なくとも252地区が程度の差こそあれ、反政府勢力やテロ活動の被害に遭っていた。

### 印僑
印僑は華僑、ユダヤ人、アルメニア人に並ぶ世界四大移民集団で、インド国外で成功を収めている。大英帝国の植民地時代から世界各国の国へ移民し、特にイギリスの支配下であった英語圏に圧倒的に多いのが特徴である。在外インド人（NRI＝印僑）は、インド外務省によれば、2,500万人以上と世界各地に存在しており、その一部は上祖の出身地たるインドへの投資にも積極的である。特にインド系移民の存在感が大きな諸国として東アフリカのタンザニアや、ケニア、モーリシャス、南アメリカのガイアナ、西インド諸島のトリニダード・トバゴ、オセアニアのフィジーなどが挙げられる。

## 治安
インドは現時点において着実な経済発展を遂げており社会情勢は全般的に安定しているが、それに反して都市部では人口の集中、失業者の増大、貧富差の拡大を背景として一般犯罪の発生件数が増加傾向にある。主な犯罪として窃盗や強盗、詐欺、強姦、誘拐などが多発しており、同国に滞在する際には充分な注意が必要となる。治安はたいへん厳しい状況である。
他方では宗教間対立や多民族といった複雑な国内事情もあり、過激派組織が活動している点からテロ事件も発生していて危険性が高まっている現状がある。

### 法執行機関

#### 警察

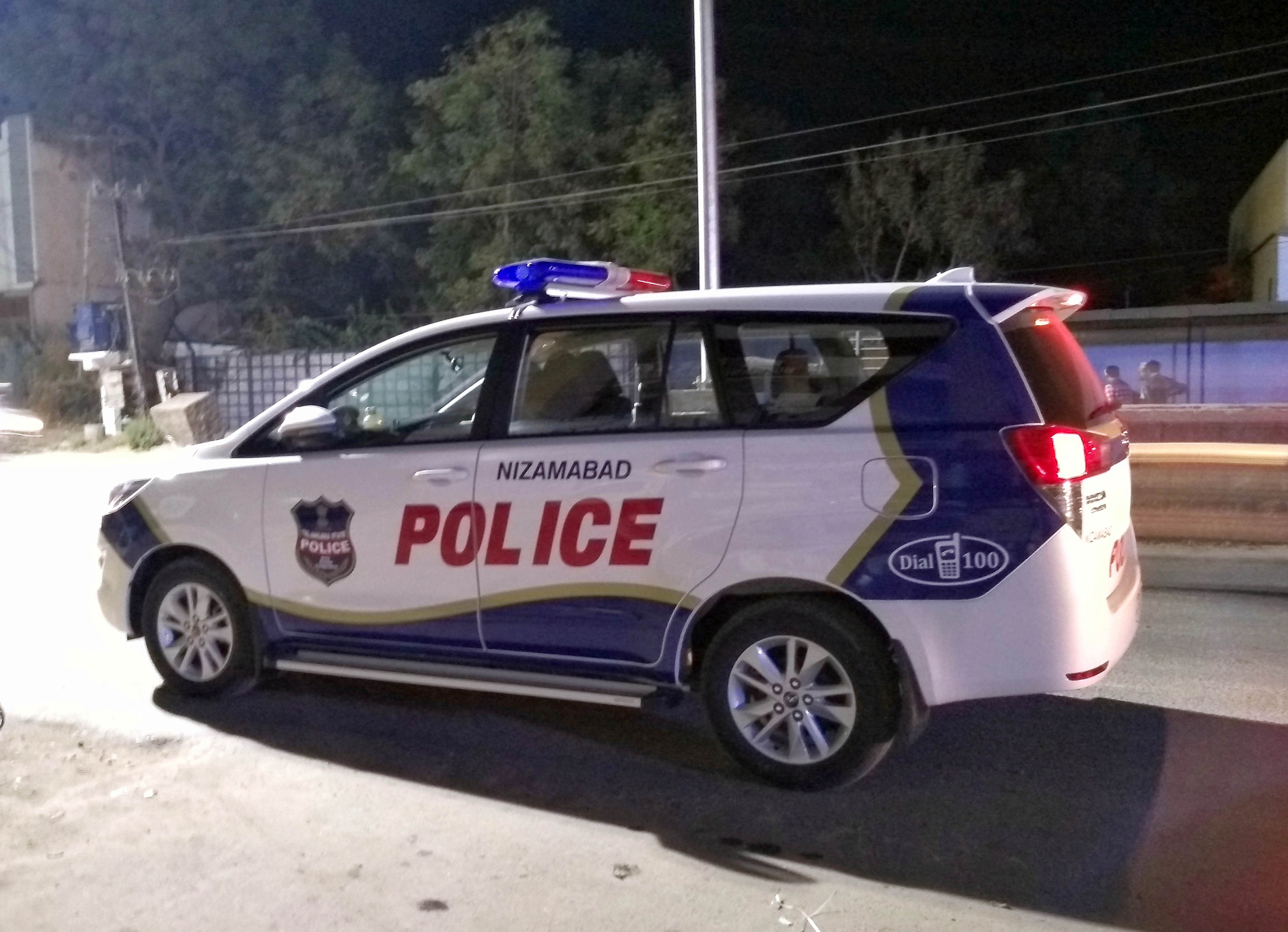
ニザマバード市警察のパトカー
ベースとなっている車両はトヨタ・イノーバクリスタ

インド警察庁（IPS）が主体となっている。

### 人権
少数派への迫害、下位カーストへの暴力が後を絶たない。

パキスタンとの係争地で実効支配を続けるジャム・カシミール州では分離運動もありインド軍による拷問、暴力が報告されている。

#### 女性の権利
1992年～1993年の統計データによると、インドで女性が世帯主となっている世帯はわずか 9.2% となっている。しかし、貧困線以下の世帯の約 35％ は女性が世帯主であることが判明した。

## マスコミ
インドには500を超える衛星放送チャンネル（内80以上はニュース専用チャンネル）、約7万社の新聞社が存在し、同時に毎日1億部以上が売られる世界最大の新聞市場を抱えている。

### 新聞
現在インドには約1000紙のヒンディー語の日刊紙が存在し、総発行部数は約8千万部となっている。第二言語である英字紙は、日刊紙の数で見ると約250紙あり、総発行部数は約4千万部となっている。影響力のあるヒンディー語新聞にはDainik Jagranや Dainik Bhaskar、Amar Ujala、Devbhumi Mirror、Navbharat Times、Hindustan Dainik、Prabhat Khabar、Rajasthan Patrika,Dainik Aajがある。

#### インドの日刊紙
- 10大ヒンディー語新聞

1. Dainik Jagran
2. Dainik Bhaskar
3. Amar Ujala
4. Rajasthan Patrika
5. Prabhat Khabar
6. Punjab Kesari
7. Patrika[要説明]
8. Navbharat Times
9. Nai Dunia
10. Hari Bhoomi

Ref: Indian Readership Survey Q4 2019 pdf
- 10大英字紙

1. The Times of India
2. The Hindu
3. The Economic Times
4. Mumbai Mirror
5. The Telegraph
6. The Indian Express
7. The New Indian Express
8. Deccan Chronicle
9. Mid-Day
10. Mint

Ref: Indian Readership Survey Q1 2019 [1]
- 10大地方紙

1. Lokmat (Marathi)
2. Malayala Manorama (Malayalam)
3. Eenadu (Telugu)
4. Mathrubhumi (Malayalam)
5. Mandsaur Today ( Hindi)
6. Dinakaran (Tamil)
7. Anandabazar Patrika (Bengali)
8. Gujarat Samachar (Gujarati)
9. Sakal (Marathi)

Ref: Indian Readership Survey Q1 2019 

### 放送
ラジオ放送は1927年に開始されたが、1930年には国家の責任に限られるようになった 1937年に全印ラジオと命名され、1957年からはAkashvaniとも呼ばれるようになった。テレビ番組は放送期間を限定しながら1959年に始まり、1965年に完全に放送を開始した。1991年の経済改革以前、インド国内では情報・放送省が、テレビ局であるドゥールダルシャンを含む視聴覚機構を所有・管理していた

### インターネット・Web
インドでのインターネットは1986年に開通したのが始まりとなっている。当初は教育・研究関係のコミュニティに限定された利用環境であったが、やがて国内全域において一般人がインターネットへアクセスできるように整備されて行った。インドのインターネットユーザーは、2023年までに9億人を超えている。
インドでは、オンラインでの言論や表現を制限する法律が強化され、政府に対する反対意見の表明への締め付けが強まりつつある現状が世界的に問題化し、多方面でも注視されている 。

### 検閲
インドは世界的に検閲の厳しい国家の１つに数えられている。インドは憲法において表現の自由を法的に保証しているものの、実際には、国内の宗派間における緊張状況が続く現状とその背景に深く関わっている歴史などの事情を考慮し、「宗派と宗教の調和を維持する」といった公式の見解の下、コンテンツに対する様々な制限が課されている。
2024年、フリーダム・ハウスによる世界の自由度年次報告書では、インドの総合値は100点満点中66点（「部分的に自由」の状態）、市民の自由の評価は60点満点中33点、「自由で独立したメディアはあるか」という特定の質問に対する値は4点満点中2点であった 。

## 文化

### 祝祭日
インドの国民の祝日(National Holidays)は以下の3日である。
- 共和国記念日（1月26日）
- 独立記念日（8月15日）
- ガンディー生誕記念日（10月2日）

このほかに全国的な行事(Gazetted Holidays)と、州ごとに異なる地方的行事(Restricted Holidays)をあわせた年中行事が数百あり、それぞれがひとつないし複数の宗教と関係がある。日付は宗教ごとに決まった暦を使用するため、大部分は移動祝日になる。主要な行事には以下のものがある。
- マハー・シヴァラートリ（ヒンドゥー教）
- ラクシャー・バンダン（ヒンドゥー教）
- ホーリー祭（ヒンドゥー教）
- ガネーシャ・チャトゥルティー（ヒンドゥー教）
- ドゥルガー・プージャー（英語版）（ヒンドゥー教）
- ダシャラー（ヒンドゥー教）
- イードゥル・フィトル（イスラム教）
- ディーワーリー（ヒンドゥー教）
- クリスマス（キリスト教）

### スポーツ
クリケット

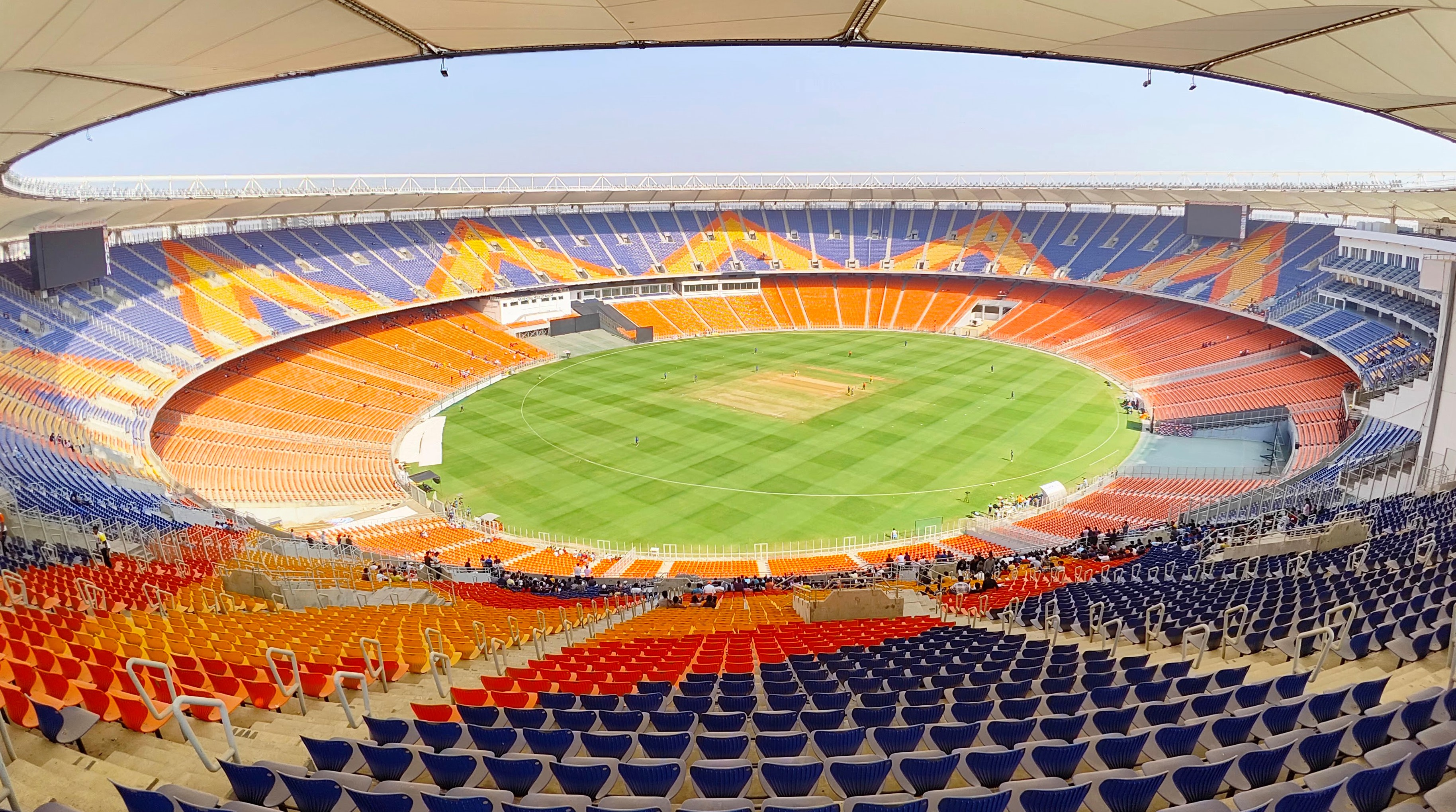
クリケット専用スタジアムのナレンドラ・モディ・スタジアム。収容人数は13万2000人。

クリケットはインド国内で最も人気のスポーツとなっている。最も象徴的な現代エンターテインメントとも言われ、ボリウッド映画より人気が高いと評される。国内のあらゆる地域でプレーされており、重要なインドの文化の一つとなっている。歴史的には1700年代後半にイギリスの植民地主義者の好意によってインドに伝わり、1792年にインドで最初のクラブであるカルカッタ・クリケットクラブが設立された。イギリス領インド帝国時代には、マハーラージャであるランジットシンジがケンブリッジ大学を卒業し、クリケット選手として大きな功績を残した。インドのクリケットの発展・普及に大きく貢献したことから、「インドクリケットの父」と呼ばれている。
ナショナルチームのインド代表は世界屈指の強豪チームであり、クリケット・ワールドカップで2度の優勝（1983年、2011年）、ICC T20ワールドカップで2度の優勝（2007年、2024年）、ICCチャンピオンズトロフィーで2度の優勝（2002年、2013年）を誇る。インドの歴代のテレビ視聴者数もクリケットの試合が上位を占めており、とりわけライバル関係にあるパキスタンとの一戦は絶大な盛り上がりを見せる。2023年には国際クリケット評議会が発表する世界ランキングにおいて全3形式で同時に1位になるいう偉業を達成した。

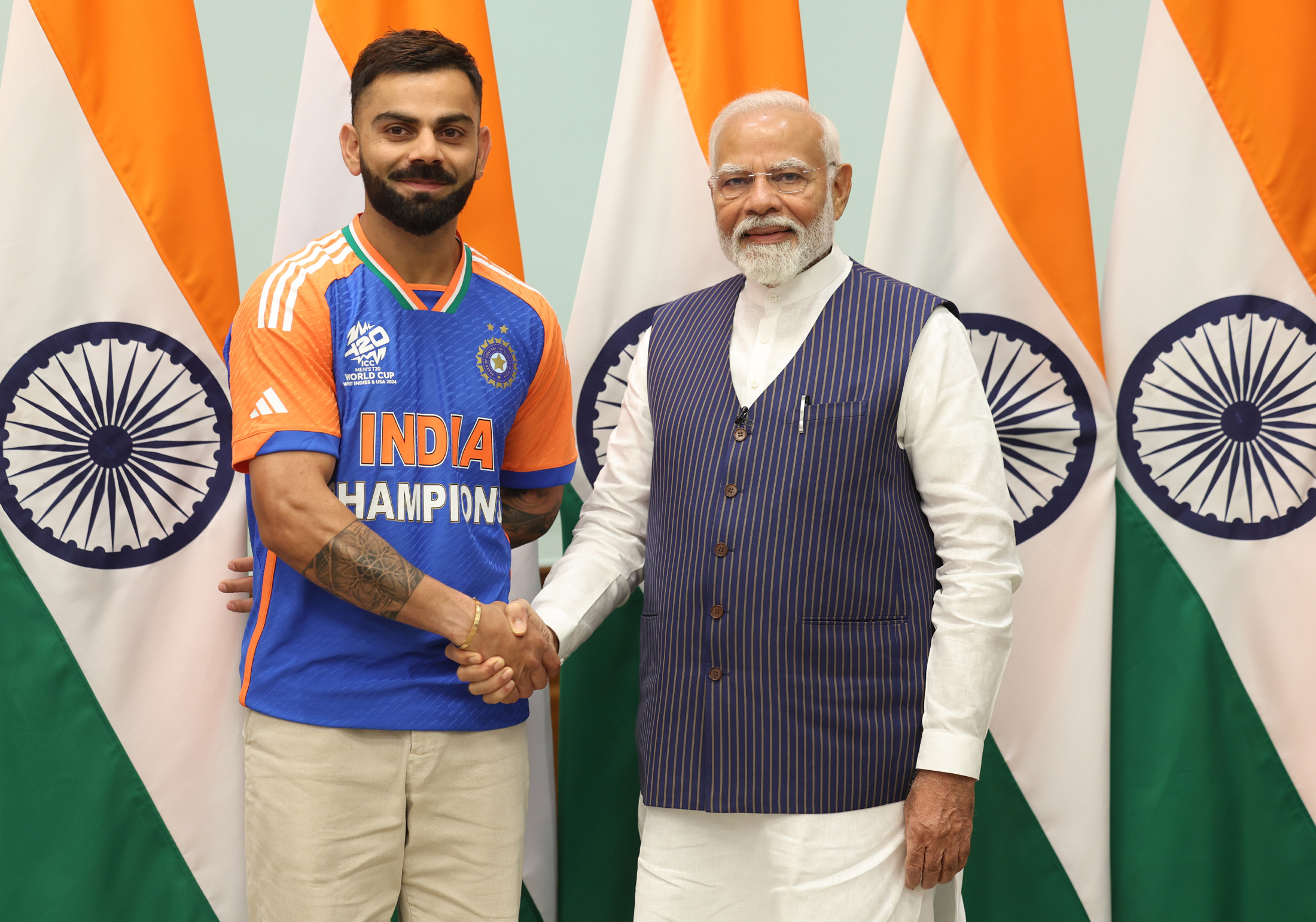
2024年のT20ワールドカップ優勝後、モディ首相の祝福を受けるヴィラット・コーリ。インド首相執務室にて

インドクリケット管理委員会（BCCI）が国内組織を統轄しており、国内大会はランジ杯、ドゥピープ杯、デオダール杯などがある。またトゥエンティ20ルールのプロリーグであるインディアン・プレミアリーグ（IPL）は最も人気のある国内リーグであり、また世界最大のクリケットリーグであることからも世界中の多くの一流選手が所属している。IPLの1試合当たり放映権料では約11億4000万ルピー（約20億円）であり、サッカーのプレミアリーグを超えている。女子クリケットも急速に普及しており、2023年には女子プレミアリーグ（WPL）が開幕した。
インドを代表する歴代の選手では、「クリケットの神様」とも評されるサチン・テンドルカールが挙げられる。その高い功績からマザー・テレサも受賞歴のあるバーラト・ラトナ賞をスポーツ界の人物として初受賞した。ランジットシンジ、スニール・ガヴァスカール、カピル・デヴ、ラーフル・ドラヴィド、マヘンドラ・シン・ドーニも歴代のインドクリケット界を代表する選手である。ヴィラット・コーリは2010年代から2020年代におけるインドを代表する選手である。2020年に国際クリケット評議会より、過去10年間における世界最優秀選手賞を受賞した。インドではスポーツ界を越えたスーパースターであり、インド映画のトップスターを抑え、インドで最もブランド価値の高い著名人に選出された。コーリは2023年にInstagram公式アカウントのフォロワー数がアジア人として史上初の2億5000万を超えた。
フィールドホッケー

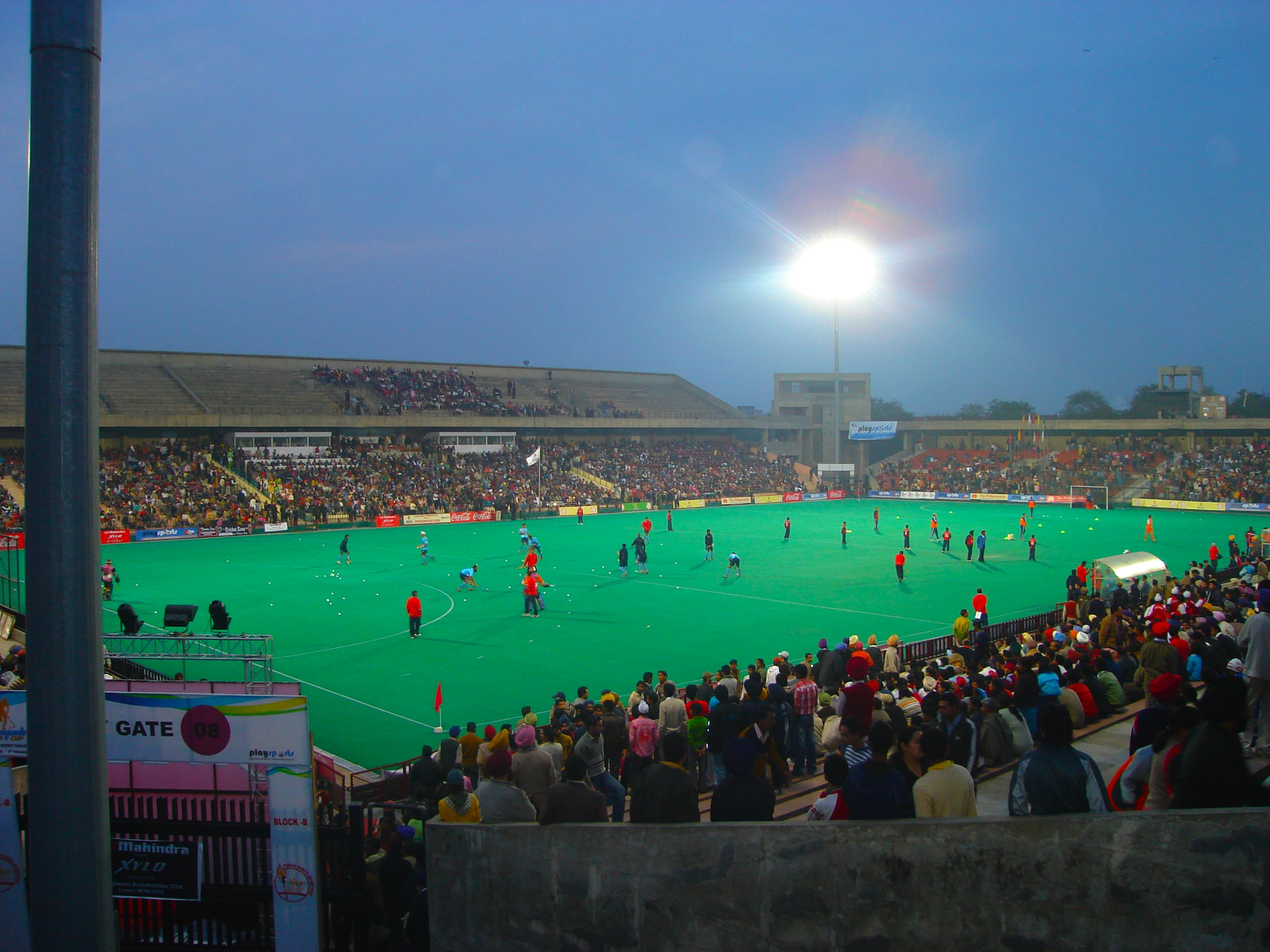
フィールドホッケーの国際試合

イギリス統治時代から盛んだったフィールドホッケーも盛んであり、インドホッケー連盟がナショナルチームをはじめとした国内組織を統轄している。ホッケー・ワールドカップでも1975年大会の優勝実績があり、オリンピックでは金8個・銀1個・銅2個のメダルを獲得している。プロリーグとしては2005年より『プレミア・ホッケーリーグ』があり、テレビ中継も開始されている。
サッカー
インド国内では近年サッカーの人気が若者を中心に急上昇しており、クリケットに次ぐ地位を得ている。2014年にプロサッカーリーグのインディアン・スーパーリーグが、かつて欧州主要リーグで活躍し晩年を迎えた選手を、助っ人として次々とリーグに参戦させ華々しく開幕した。国際的なスポーツマン・芸能人のマネージメントを引き受けるIMGや、インド最大のエンターテインメント企業であるSTARとのタイアップを図ることで、国技であるクリケットに次ぐインド国民が熱狂する「スポーツエンターテインメント」の確立を目指している。
全インドサッカー連盟（AIFF）によって構成されるサッカーインド代表は、FIFAワールドカップには未出場（1950年大会は予選通過するも、本大会は出場辞退）であるが、AFCアジアカップには4度の出場歴があり1964年大会では準優勝に輝いている。また、南アジアサッカー選手権では大会最多8度の優勝を誇る。AFCチャレンジカップでは2008年大会で初優勝を飾っている。
モータースポーツ
2011年からは、インド国内としては初めてのF1開催であるインドGPを開催している。ただ、これまでサーキット用地買収や運営する国内モータースポーツ連盟の分裂・混乱などの問題が発生、開催時期は当初の2009年から2010年、そして2011年と延期が続いた。インドにとってのF1は2005年より関係が深まっていき、その年にジョーダン・グランプリから参戦し2006年と2007年はウィリアムズのテストドライバーを担当していたナレイン・カーティケヤンが初のインド人ドライバーとなった。
2008年よりキングフィッシャー航空の創業者でユナイテッド・ブリュワリーズ・グループの会長を務めるインド人実業家のビジェイ・マリヤが、インド初のF1チームであるフォース・インディアを設立。2010年にはインド人2人目のF1ドライバーであるカルン・チャンドックがヒスパニア・レーシング・F1チームよりデビューしたため、インド国内でのF1への関心は高まりつつあり、インドGPのF1初開催が2011年に現実のものとなった。
その他の競技
インドの伝統的なスポーツであるカバディ、コーコー、ギリ・ダンダなども全国で広く競技されている。さらにインド南部ケララ地方古来の武術であるカラリパヤットや、ヴァルマ・カライも行われている。2008年の北京五輪の男子エアライフルではアビナブ・ビンドラーが優勝し、同国で個人競技として初めての金メダルを獲得した。また、近年ではテニスもデビスカップインド代表の活躍もあって、急速に人気を博している。他方で、競馬などのスポーツも存在する。